# 京急1000型電聯車 (2代)
京急1000型電聯車（日语：／ Keikyū 1000-gata densha */?）是京濱急行電鐵的通勤型電車，于2002年4月15日開始上线运营。由于京急线內曾有一種於1960年代投入使用的1000型列车，所以通常稱呼现时运营的1000型列车為 新1000型 或 N1000型。
该款列车根据生产批次不同而具有不同的昵称，例如採用西門子 GTO-VVVF 逆变器的列车被称为「會唱歌的小孩」（歌う子），採用西門子 IGBT-VVVF 逆变器的列车由於启动時的高音而被稱為「悲鳴」，採用不銹鋼車身的列车因其反光的銀色而被稱為「銀大人」（銀様）。
以下的各项说明中，记京急本線南側為「浦賀方向」，北側為「品川方向」，東側為「海側」，西側為「山側」。

## 概要
新1000型是為了取代初代1000型及700型而製造的，截至2021年1月共包括28列8节編組列车、24列6节編組列车和26列4节編組列车，为京急数量最多的使用车型，亦为京急首款設有關門提示音的列车。列车以提高舒适性、考虑环境、节能化、易于维护等为目标，在设计上与2100型存在共通之处。
列车的每节車廂長度為18 m，1～5次車和16～20次車在門與門之間采用长座椅，在車廂连接处采用对向式短座椅，6～15次車则全部采用长座椅。列车的车厢编号从浦賀方向起连续编号：
- 8节编组列车以百位为0从1001开始编号[3]。
- 6节编组列车最初以百位为3从1301开始编号[4]，从2016年（平成28年）制造的16次车起，以百位为6从1601开始编号[5]。
- 4节编组列车最初以百位为4从1401开始编号[6]，从2015年（平成27年）制造的15次车起，以百位为8从1801开始编号[7]。

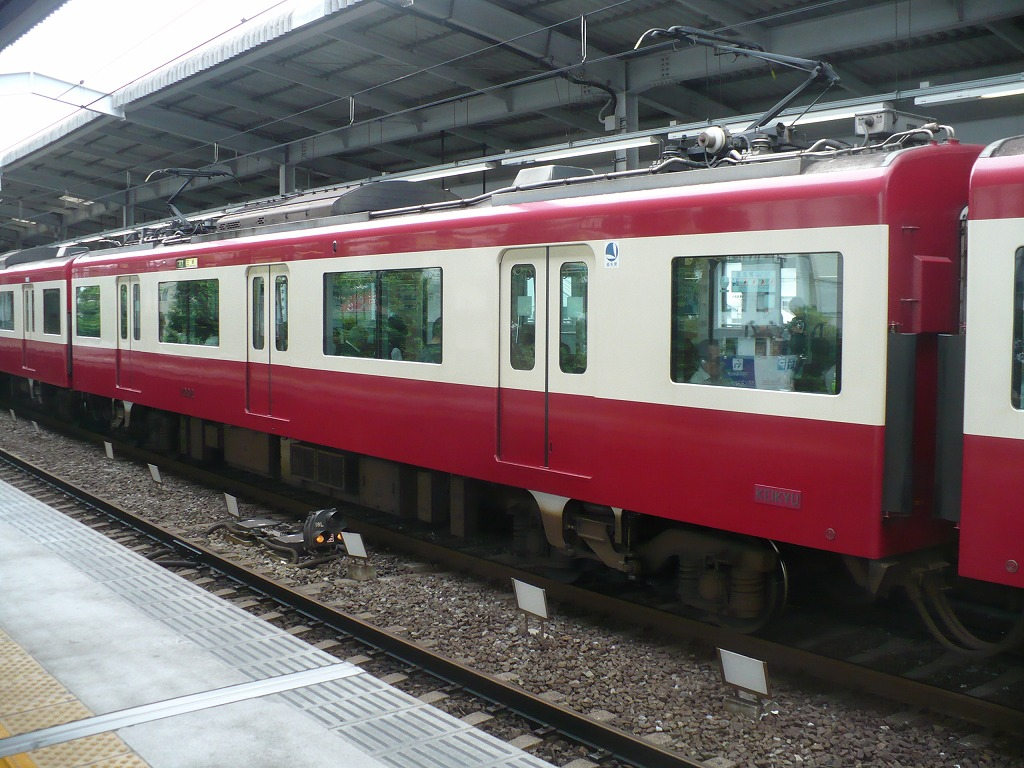
铝合金车体列车
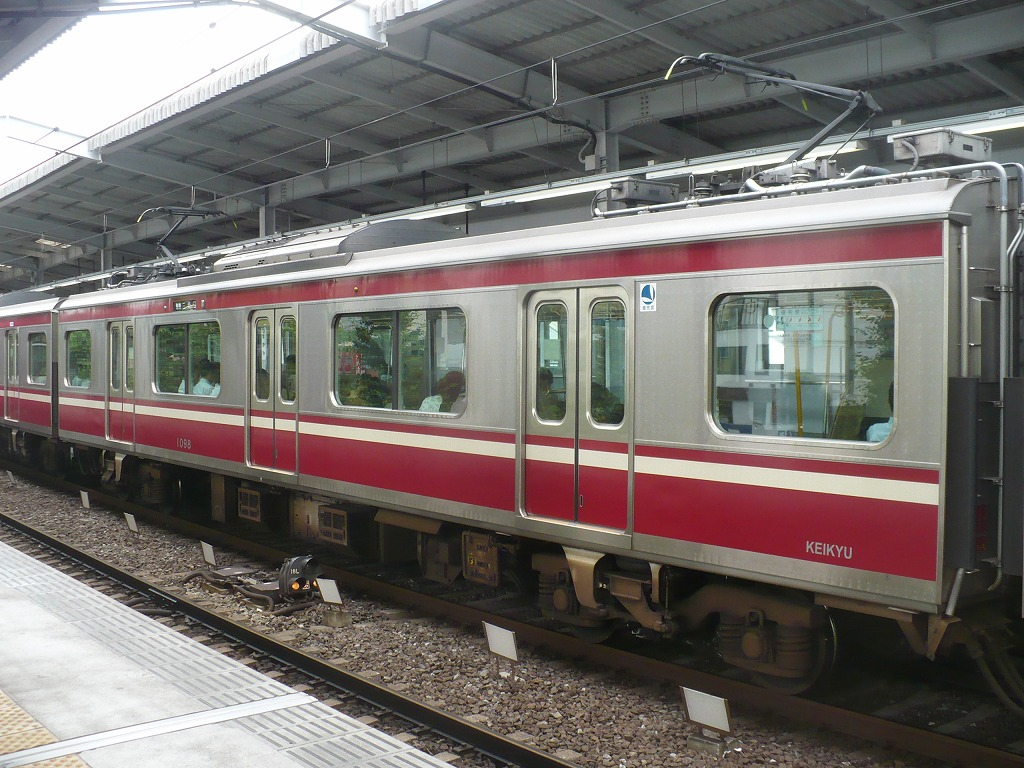
不锈钢车体列车（6~15次车）
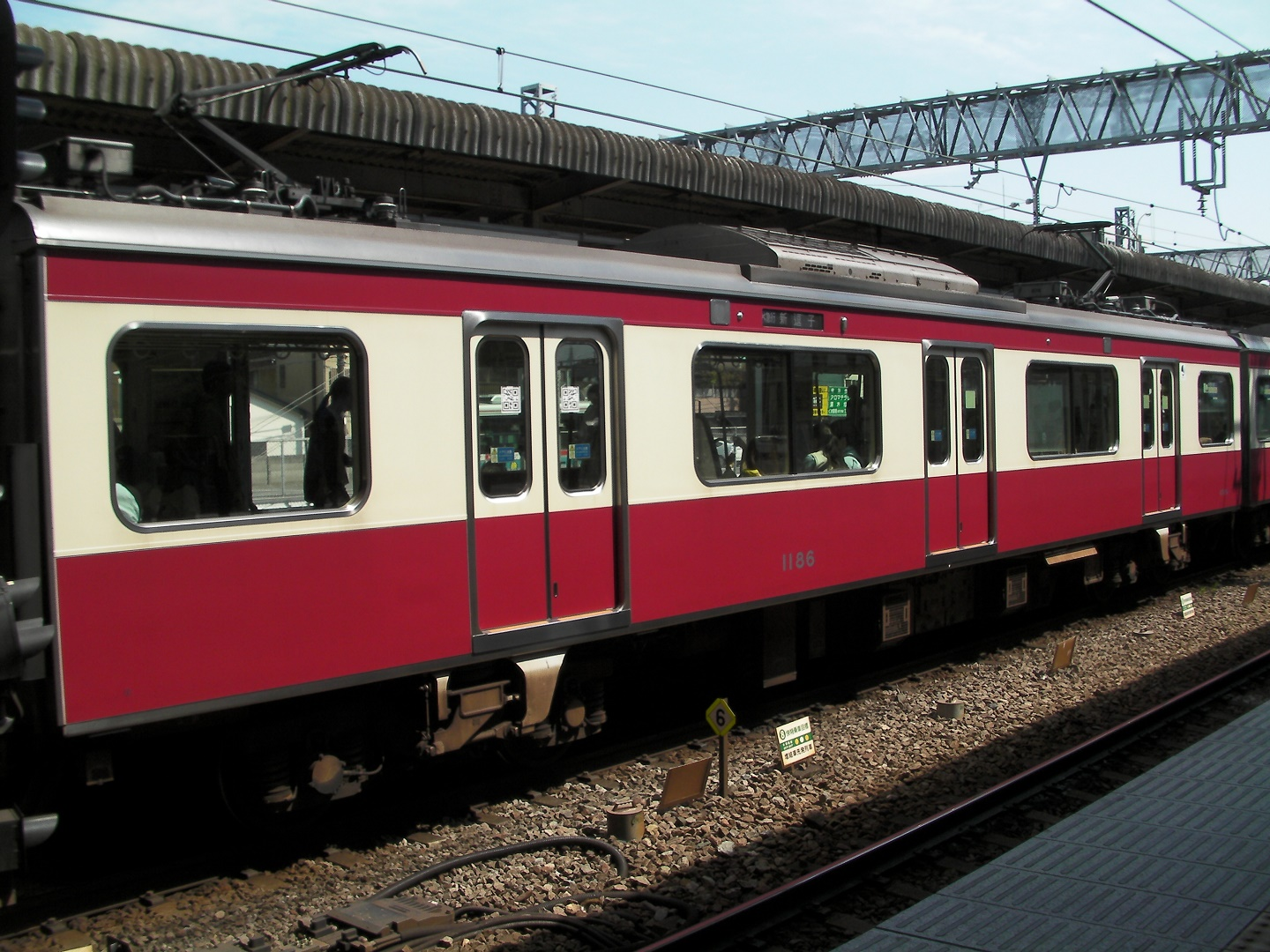
不锈钢车体列车（部分涂装）
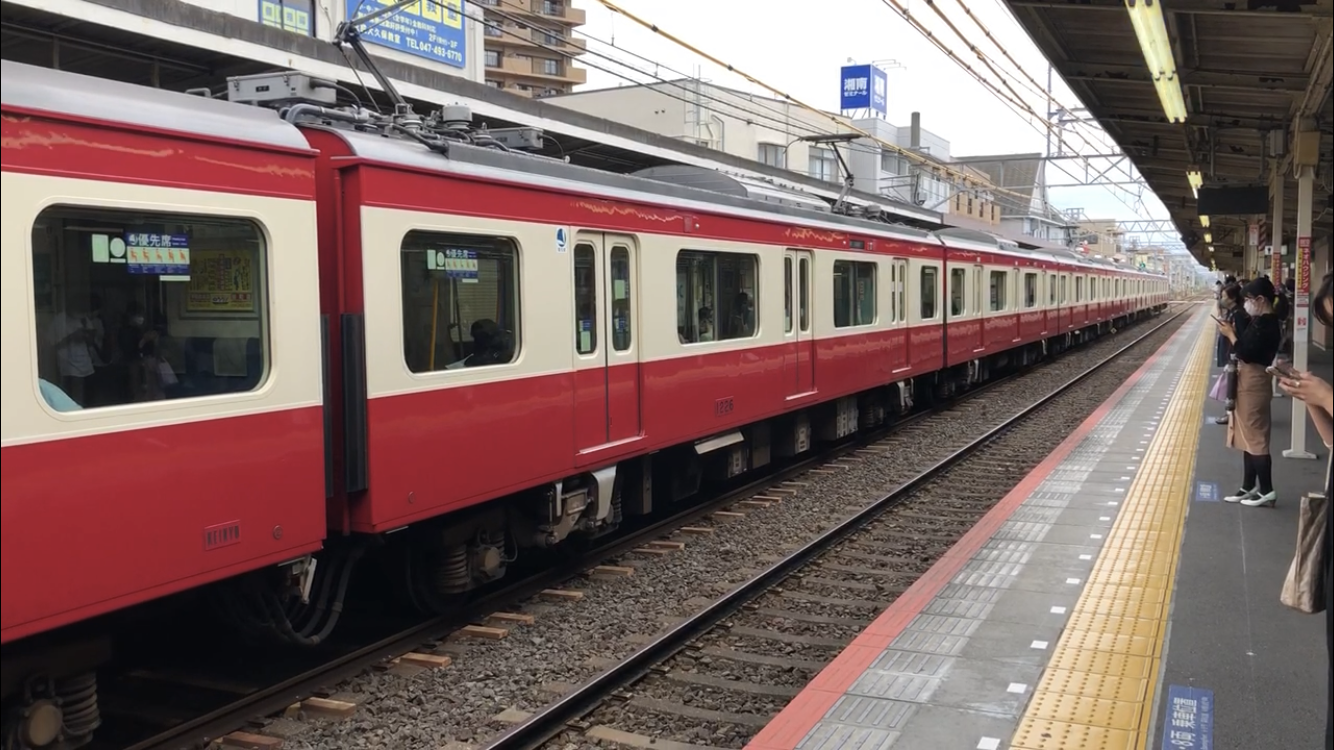
不锈钢车体列车（全涂装）

## 铝合金车体列车

### 外觀
1~5次车采用铝合金制车身，以轻量化和易于维护保养为目标，外部涂装和车头编号样式与600型和2100型的相同，车身大部分为红色，车窗周围为白色，车头结构沿袭了2100型的三维曲面设计，车头左侧设有紧急情况下使用的摆动插塞门，正面驾驶席上的目的地显示器两侧设有前照灯，车头腰部则设有快车灯和尾灯，其中尾灯为灯泡式，位于急行灯内侧。
1~5次车采用固定式车窗，其中车门之间窗户的每扇总宽为 2325 mm，且中间设有宽度 75 mm 的分隔柱，车厢两端的窗户则为宽度 1455 mm 的单面窗。

### 内裝
1~5次车采用暖色系内饰，以温暖亲切的客室空间为设计目标，其内衬使用白色系装饰板，乘务员室背面使用粉红色装饰板，地板色调为蓝色系，座椅色调为红色系，先头车设有附带安全扶手的轮椅空间，以及能够与乘务员联络的紧急通话装置。
1~5次车的客室车门宽 1300 mm，高 1850 mm，采用纸蜂窝结构和 10 mm 厚的单层玻璃以减轻重量，车内门上设有内置关门铃的LED走字屏，车门之间设有长座椅，车厢连接处设有带辅助椅子的对向式短座椅，辅助椅子可通过乘务员室的操作进行上锁和解锁，在空闲时启用，拥挤时以收纳状态固定。车厢间贯通门在1~2次车中设在奇数编号车厢的浦贺方向侧，在3~5次车中设在除了浦贺方向先头车以外的所有车厢的浦贺方向侧，贯通门与客室车门一样采用轻量化设计，使开闭操作变得更容易。
为了降低车内噪音，1~5次车的车窗和车门玻璃均采用多层结构，窗框为铝制，并设置遮光用卷帘。由于1~5次车采用固定式车窗，考虑到紧急情况下的空气流通因素，每节车厢都搭载2台由蓄电池供电、即使停电也能运转约1小时的排气扇。

### 駕駛室

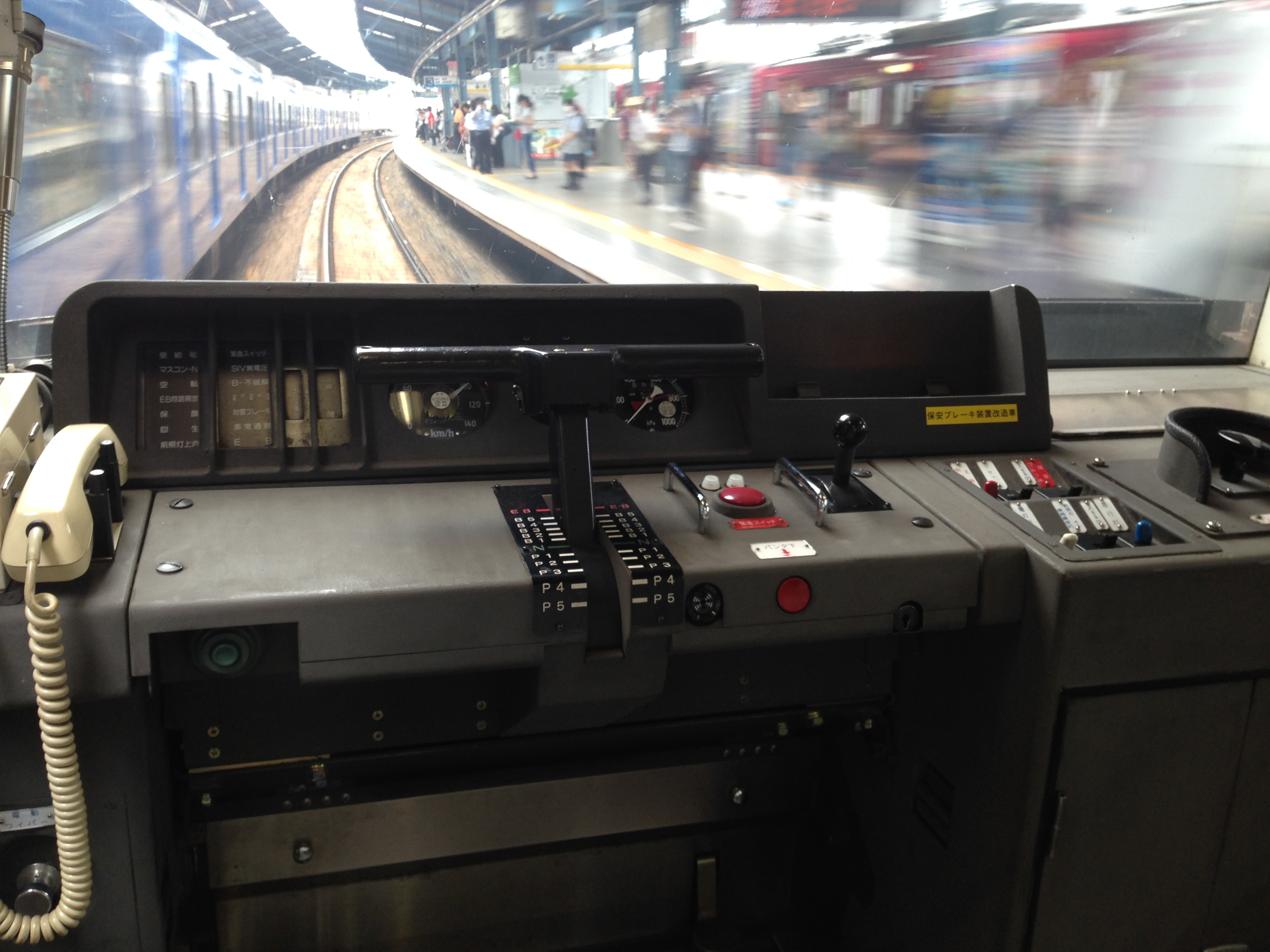
驾驶台（デハ1001）

新1000型1~3次车的乘务员室沿袭2100型的设计，考虑到可视性，驾驶台仪表台周边为暗灰色的沉稳色调。
1~3次车的控制手柄右侧设有紧急开关，实现紧急制动操作、受电弓下降、紧急报警等功能，此外乘务员室内设有折叠式紧急逃生梯。

### 主要機器

#### 1~2次车
1~2次車在投入运营当时，承襲2100型，採用西門子交通提供的牵引系统，包括 G1450 D1130/560 M5-1 型 GTO-VVVF 逆变器和 1TB2010-0GC02（或 0GC02A）型牵引电机（每小时额定功率 190 kW，额定转速 1800 rpm，最高转速 5243 rpm）；列车启动加速時，會發出有如降B大調的音階 Fa-So-La-♭Ti-Do-Re-♭Me-Fa-So-，因此鐵路迷将机器更新前的新1000型1~2次車和机器更新前的2100型一并稱為「會唱歌的小孩」。不過在西门子交通撤出日本市场后，伴隨著機器更新的推进，这种音效已在2021年7月20日随着1033编组启动更新改造而成为绝响。
1~2次車采用三菱電機製 IGBT 辅助电源，8节编组列车和4节编组列车所使用辅助电源的额定输出容量分别为 150 kVA 和 75 kVA；列车的空气压缩机由克诺尔集团提供，8节编组列车使用喷气量 1,600 L/min 的 SL-22 型空气压缩机，4节编组列车使用喷气量 800 L/min 的 SL-6 型空气压缩机。
1~2次車使用东洋电机制造制 PT7117-A 型单臂式受电弓，列车的驱动装置与2100型的基本一致，采用TD平行万向节驱动方式，但将挠性板材质从特殊钢变更为碳纤维强化塑料，不需要接头罩，因而简化了维护流程。
1~2次車的转向架为带垫板的干式橡胶圆筒引导式转向架，与2100型使用的转向架存在共通之处，并预留了设置轴阻尼器的条件。

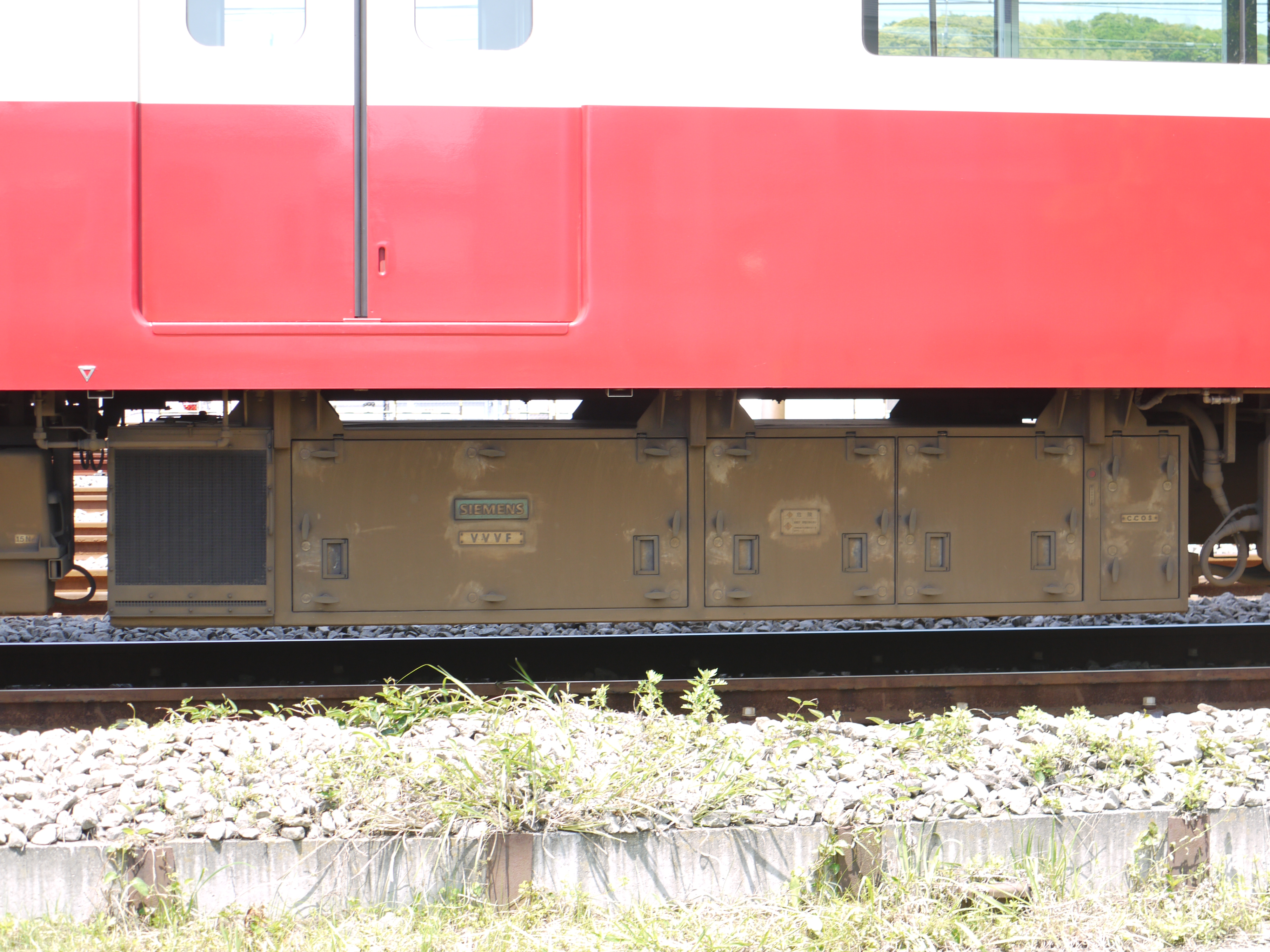
牵引逆变器
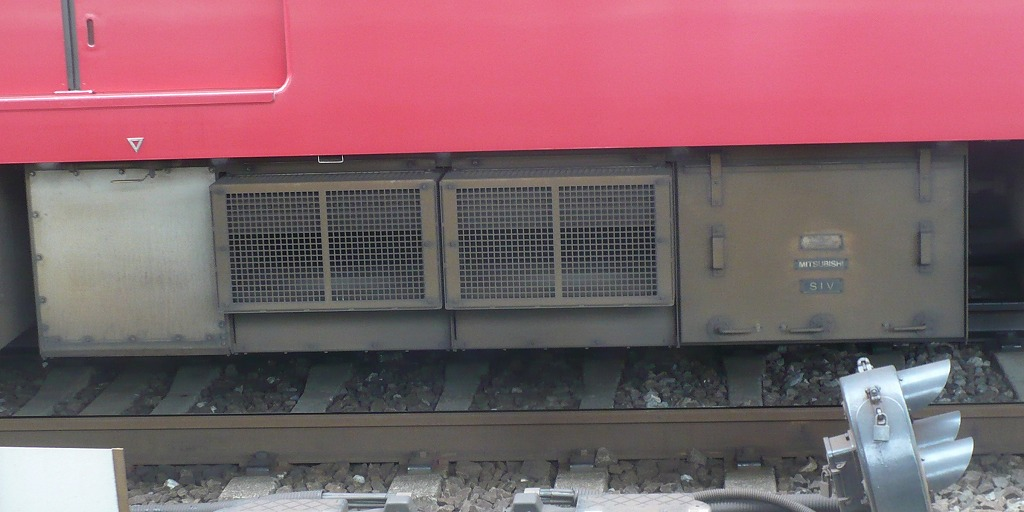
8节编组列车用 NC-EAT150A 型辅助电源
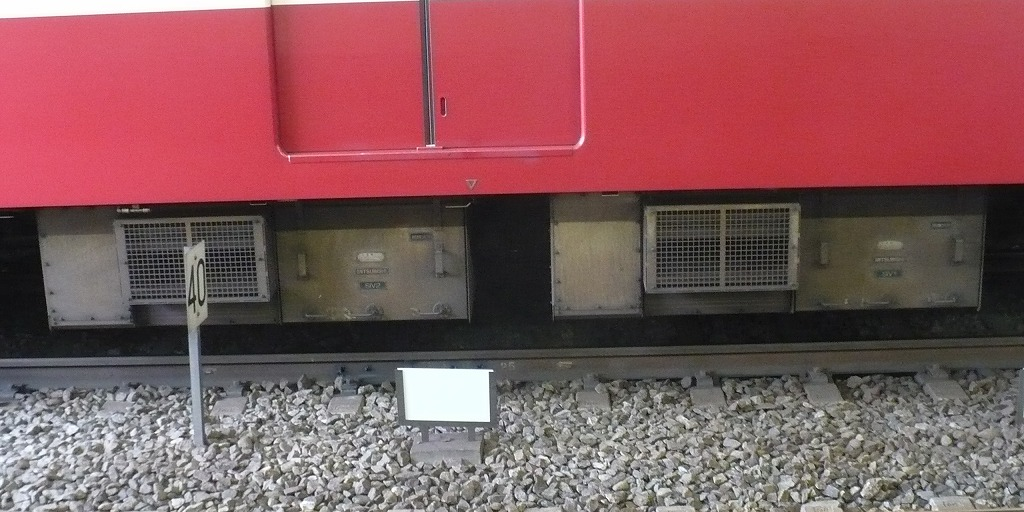
4节编组列车用 NC-EAT75A 型辅助电源
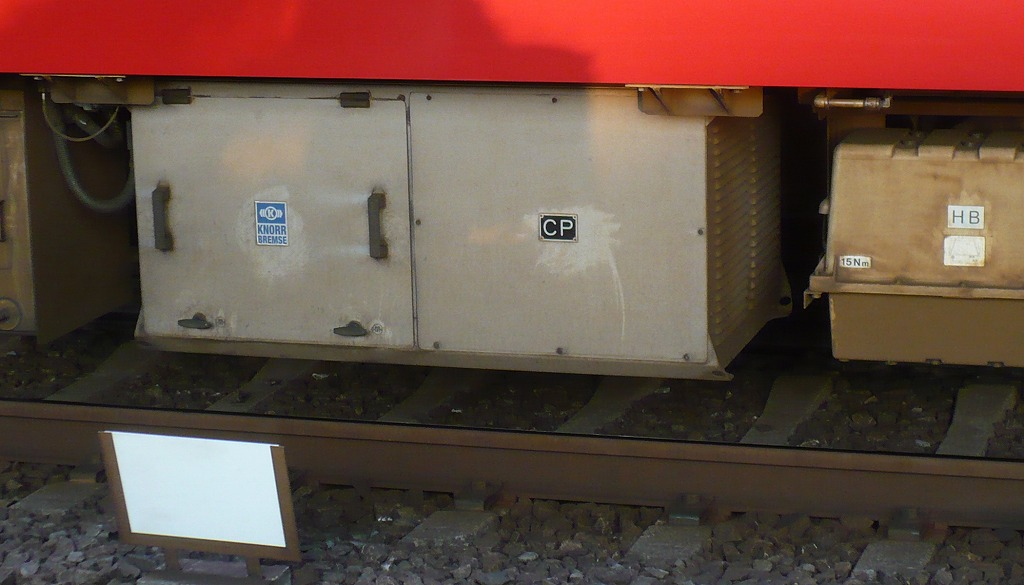
克诺尔集团制 SL22 型空气压缩机
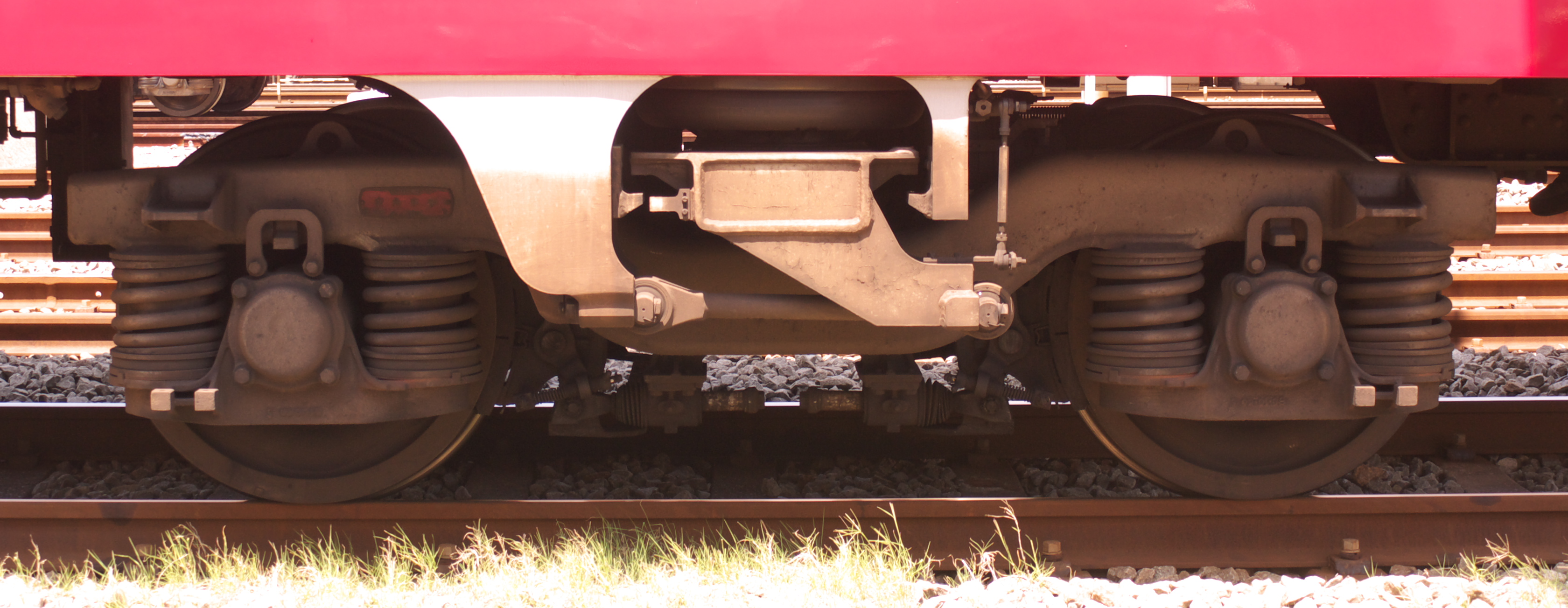
TH-2100AM 型转向架
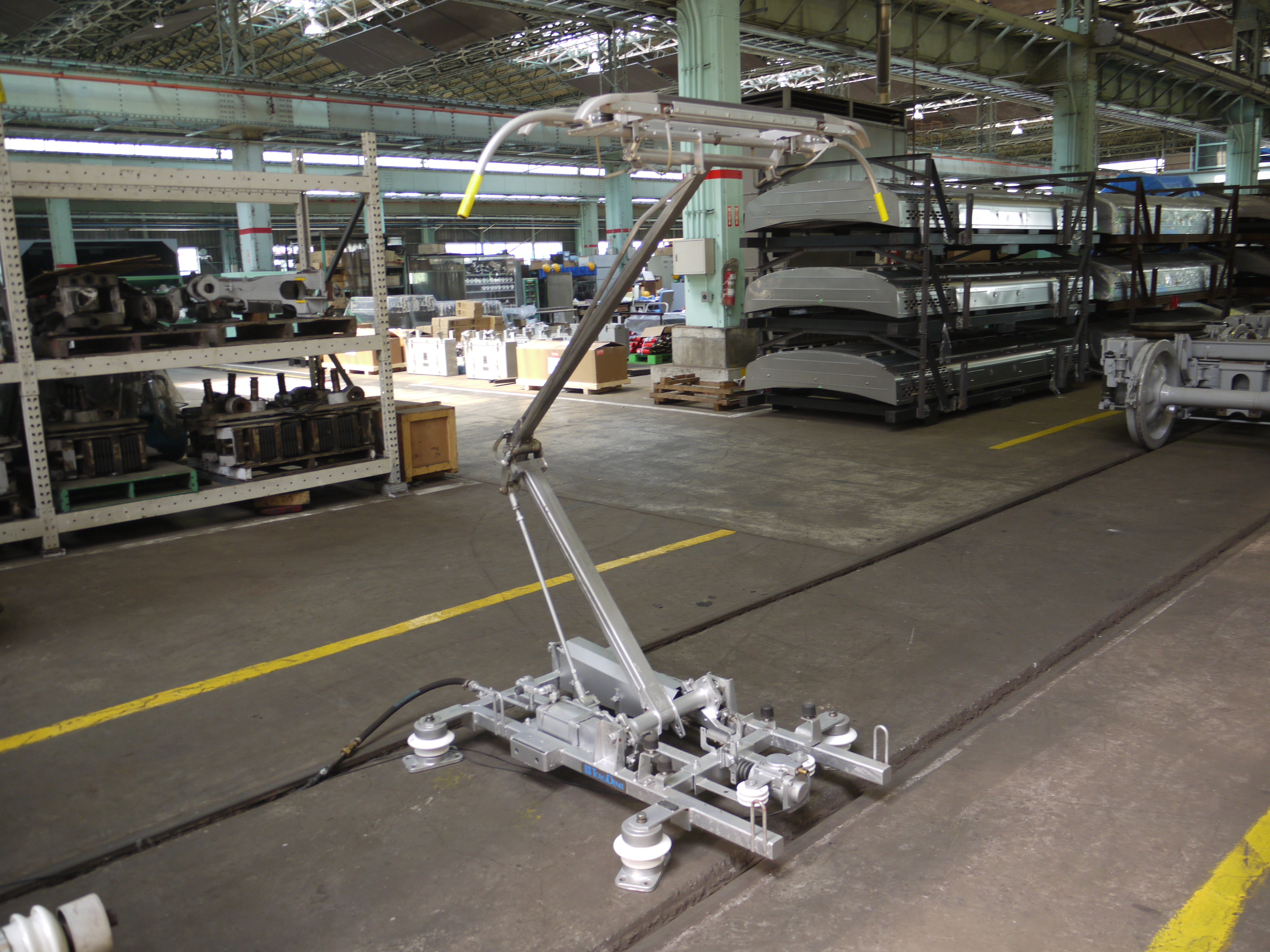
PT7117-A 型受电弓

#### 3~5次车
3~5次車使用與1~2次車同廠製造的 G1450 D1130/480 M5-1 型 IGBT-VVVF 逆变器，其分为 Box-A 和 Box-B 两种类型，冷却方式由强迫风冷变更为热管散热器走行风冷。值得一提的是，先头动车的 Box-A 采用1C4M1群控制方式，而中间动车的 Box-A 和 Box-B 共同采用1C8M1群控制方式，当 M1x 车厢的 Box-A 和相邻 M2x 车厢的 Box-B 中任意一台出现故障时，另外一台亦无法工作。
3~5次車使用额定功率为190 kW、不带速度传感器的 1TB2010-0GC02B 型牵引电机，不过受到列车动拖比变更的影响，为了保证受电弓的正常工作，电机的实际输出功率需要受到抑制。
3~5次車的动车转向架由 TH-2100AM 型变更为 TH-2100BM 型，拖车转向架由 TH-2100AT 型变更为 TH-2100BT 型，二者同样与2100型使用的转向架存在共通之处，但均未考虑设置轴阻尼器。

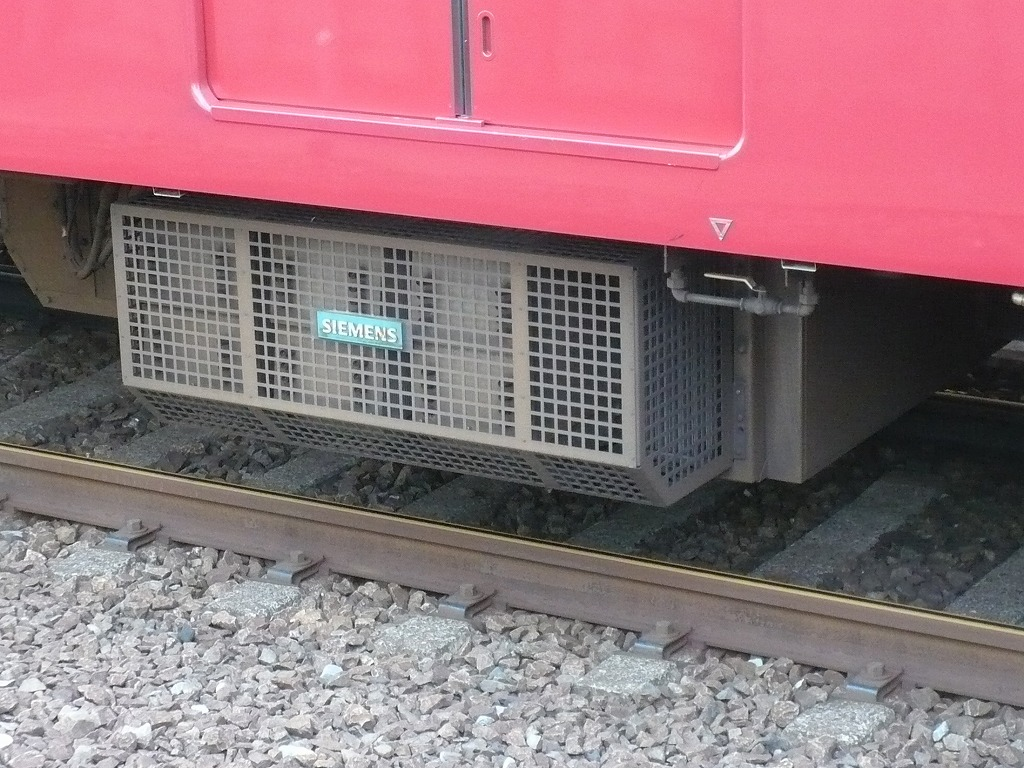
牵引逆变器的散热格栅
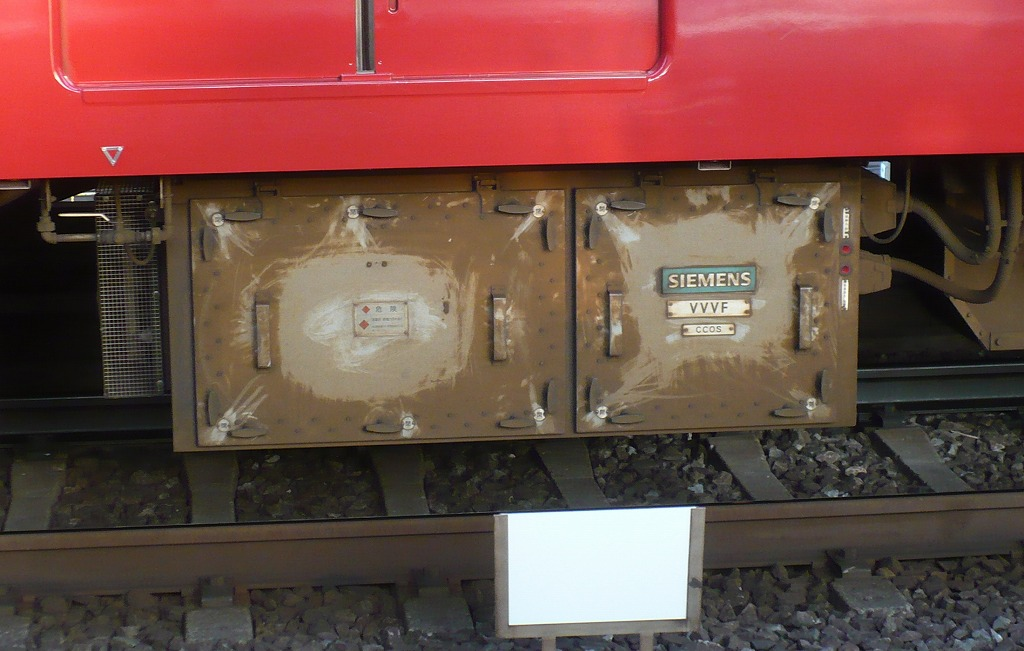
牵引逆变器 Box-A 山側
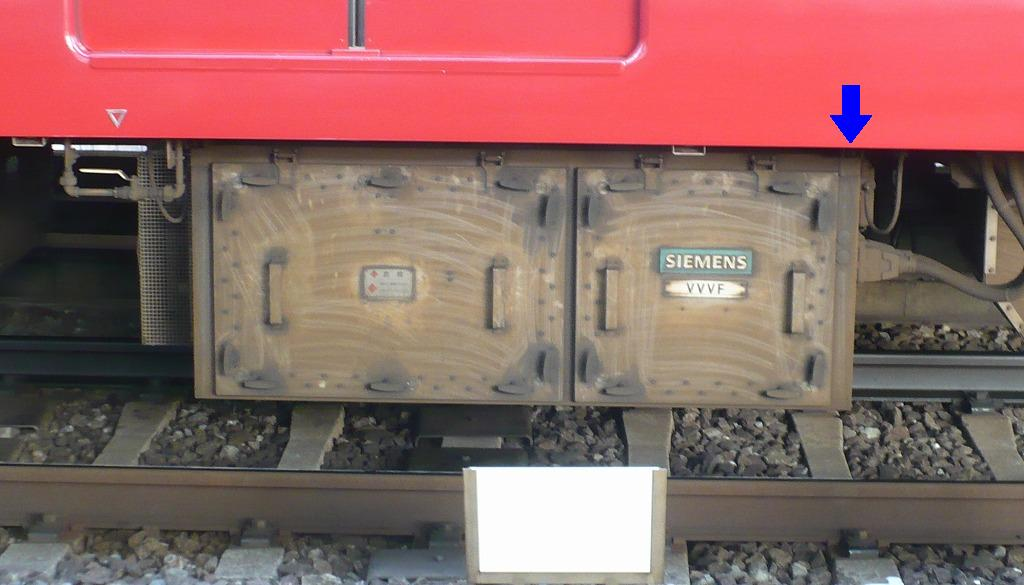
牵引逆变器 Box-B 山側
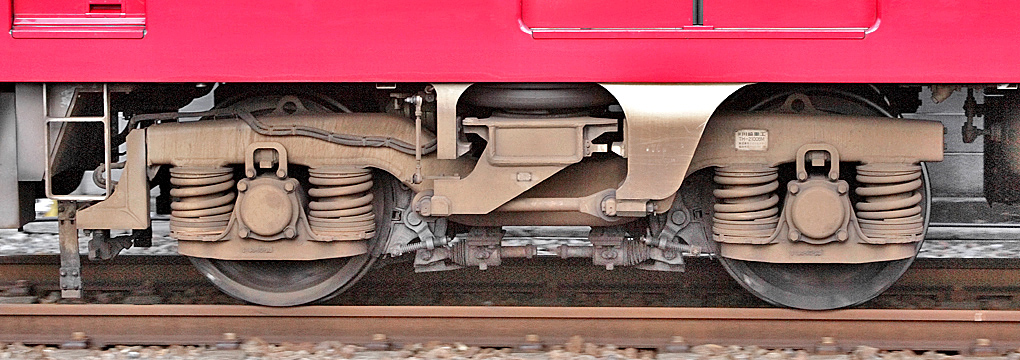
TH-2100BM 型转向架

1041和1049编组在翻新后，转用東洋電機制造製 RG6008-C-M 或 C1-M 型 IGBT-VVVF 逆变器（1C4M1群控制方式）。

#### 其他设备
1~3次车的正面和侧面均设有方向幕，4~5次车则在车头采用白色LED显示器、在侧面采用全彩色LED显示器。

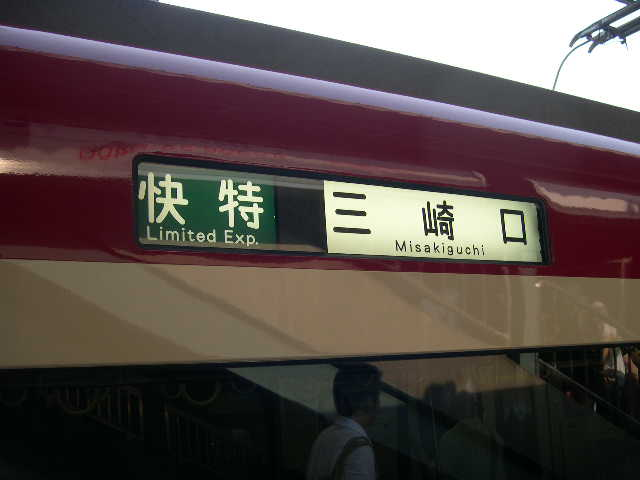
側面方向幕
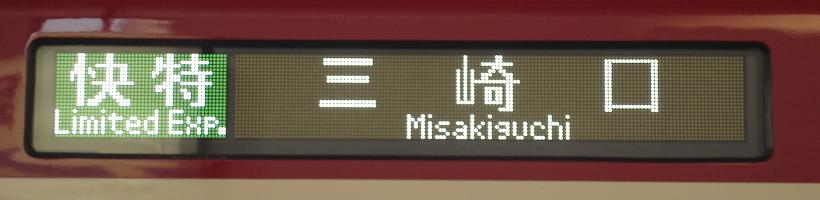
LED 侧面显示器（旧式样）
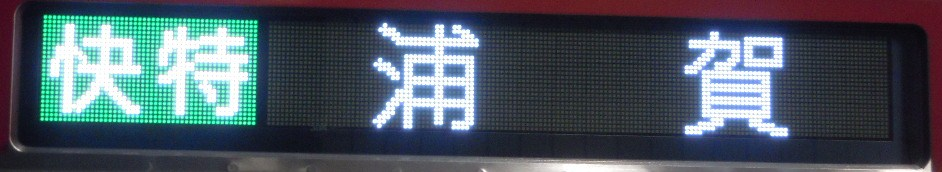
LED 侧面显示器（新式样，日语）
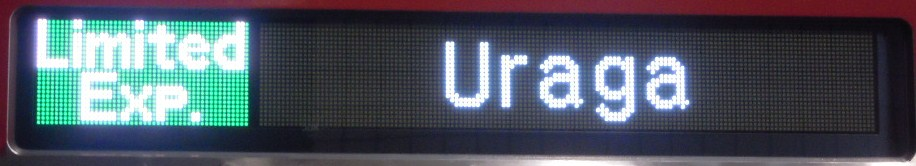
LED 侧面显示器（新式样，英语）

1~2次車的先頭車转向架上搭載了在回生制動和紧急制动失效時會噴出陶瓷粒子以防止制動能力不足的撒沙裝置，但由於使用率低，新1000型在3次車以後取消了這項設計。
为了防止在与其他车辆重连运行时乘客从连接处间跌落，4节编组列车的前头车排障器内侧设有播放连接处注意通知的广播装置。

### 編組變化
以下的制造商说明中，「東急」表示由東急車輛製造公司製造，「川崎」表示由川崎重工製造。

#### 1次車
1次车包括3列8节编组列车和2列4节编组列车，于2002年（平成14年）2月~6月竣工。

1次车于2002年3月23日和24日举行试乘会，同年4月15日投入京急各线路运营，6月25日起进入都营浅草线，8月30日起进入京成线，9月4日起进入北总线。
1次车的4节编组列车中，浦贺方向的拖车（Tpu1车厢）有增设受电弓的计划。
|            | ←浦賀方向        | ←浦賀方向        | ←浦賀方向       | ←浦賀方向       | ←浦賀方向       | ←浦賀方向       | ←浦賀方向        | ←浦賀方向        | 製造 商 | 竣工時期  |
| 形式・車種 | デハ1000形 (Muc) | サハ1000形 (Tpu) | サハ1000形 (Tu) | デハ1000形 (Mu) | デハ1000形 (Ms) | サハ1000形 (Ts) | サハ1000形 (Tps) | デハ1000形 (Msc) | 製造 商 | 竣工時期  |
| 搭載機器   | VVVF・CP         | SIV・BT          |                 | VVVF            | VVVF            |                 | SIV・BT          | VVVF・CP         | 製造 商 | 竣工時期  |
| 車體重量   | 33.0 t           | 27.0 t           | 23.0 t          | 31.0 t          | 31.0 t          | 23.0 t          | 27.0 t           | 33.0 t           | 製造 商 | 竣工時期  |
| 車廂編號   | 1001             | 1002             | 1003            | 1004            | 1005            | 1006            | 1007             | 1008             | 東急    | 2002年2月 |
| 車廂編號   | 1009             | 1010             | 1011            | 1012            | 1013            | 1014            | 1015             | 1016             | 東急    | 2002年6月 |
| 車廂編號   | 1017             | 1018             | 1019            | 1020            | 1021            | 1022            | 1023             | 1024             | 川崎    | 2002年5月 |

|            | ←浦賀方向         | ←浦賀方向         | ←浦賀方向         | ←浦賀方向         | 製造 商 | 竣工時期  |
| 形式・車種 | デハ1000形 (Muc1) | サハ1000形 (Tpu1) | サハ1000形 (Tps1) | デハ1000形 (Msc1) | 製造 商 | 竣工時期  |
| 搭載機器   | VVVF・CP          | SIV・BT           | SIV・BT           | VVVF・CP          | 製造 商 | 竣工時期  |
| 車體重量   | 33.0 t            | 26.5 t            | 26.5 t            | 33.0 t            | 製造 商 | 竣工時期  |
| 車廂編號   | 1401              | 1402              | 1403              | 1404              | 川崎    | 2002年6月 |
| 車廂編號   | 1405              | 1406              | 1407              | 1408              | 川崎    | 2002年6月 |

凡例
- VVVF：牵引逆变器 (1C4M)
- SIV：辅助电源
- CP：空気圧縮機
- BT：蓄電池

備考
- 8节编组列车的Tpu和Tps车厢各搭载2支受电弓，4节编组列车在品川方向的中间车厢搭载1支受电弓，浦贺方向的中间车厢有增设受电弓的计划。

#### 2次車
2次车包括8节编组列车和4节编组列车各2列，于2003年（平成15年）5月~7月竣工，其设计以降低成本和改善乘客体验为特色，侧窗有所扩大，车种和目的地显示器为白底黑字，并添加罗马字标记。

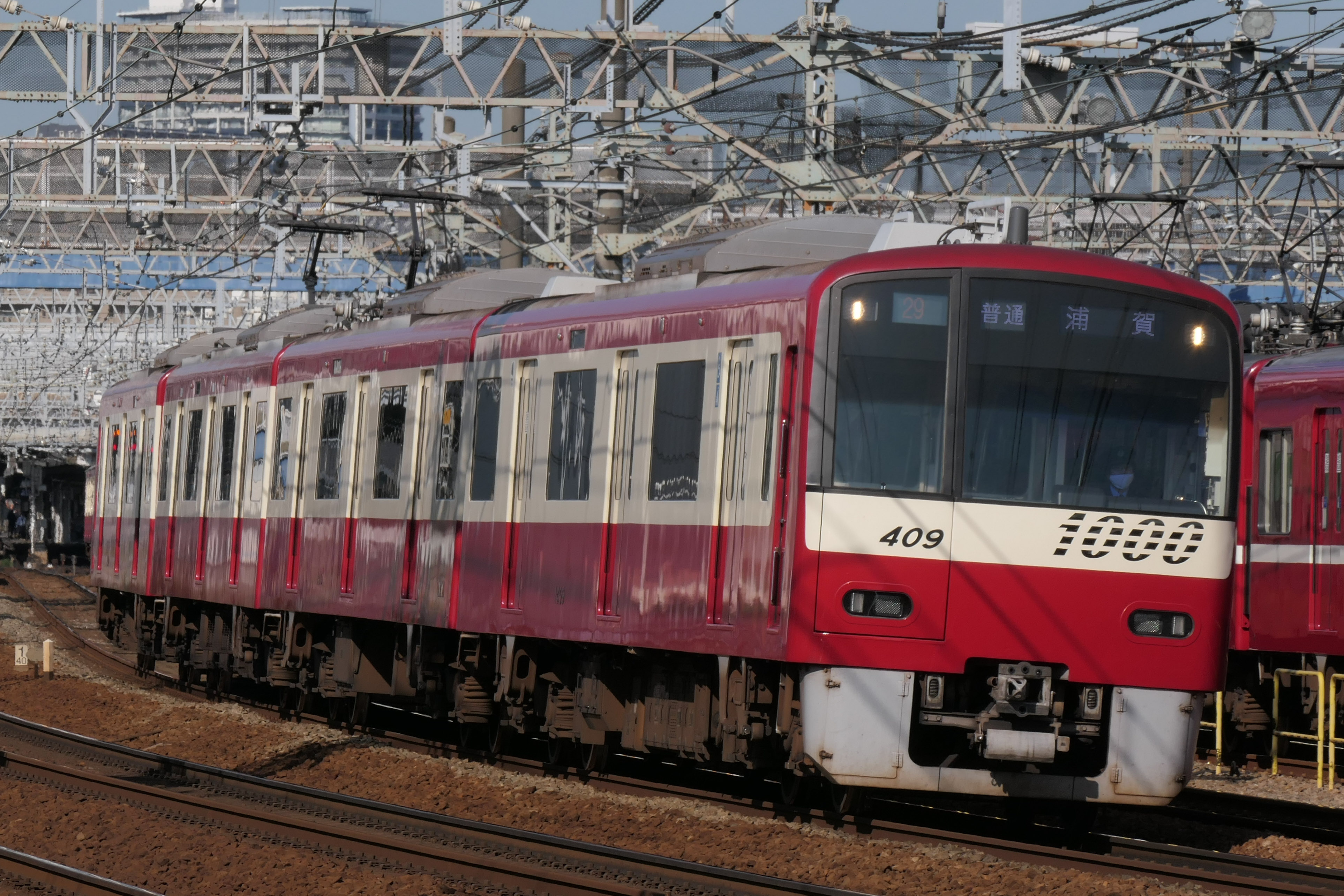
2次車的 1409 - 1412

机器配置方面，1次车的机器配置是按照重连为12节编组列车（8+4 或 6+6）的标准设计的，2次车没有沿用这种设计；2次车的4节编组列车中，T车上搭载蓄电池，Tp车上搭载受电弓和辅助电源，实现了机器配置的集约化。

1次车与2次车的车头编号对比
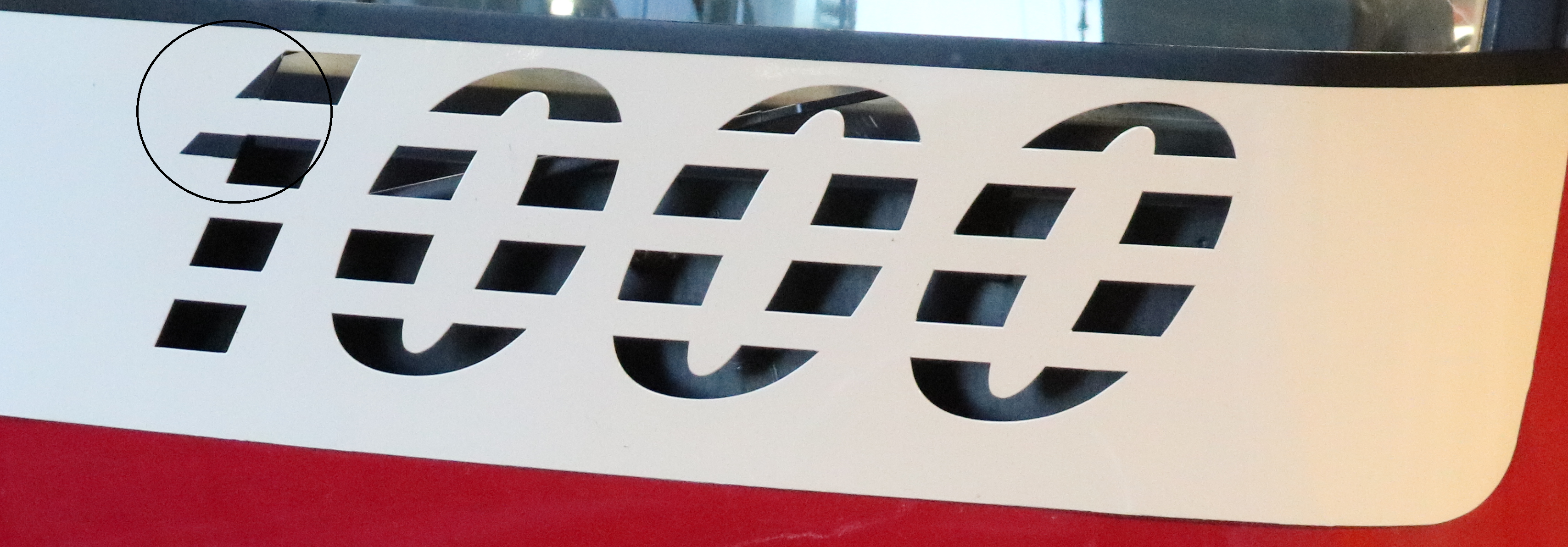
1次車1001编组
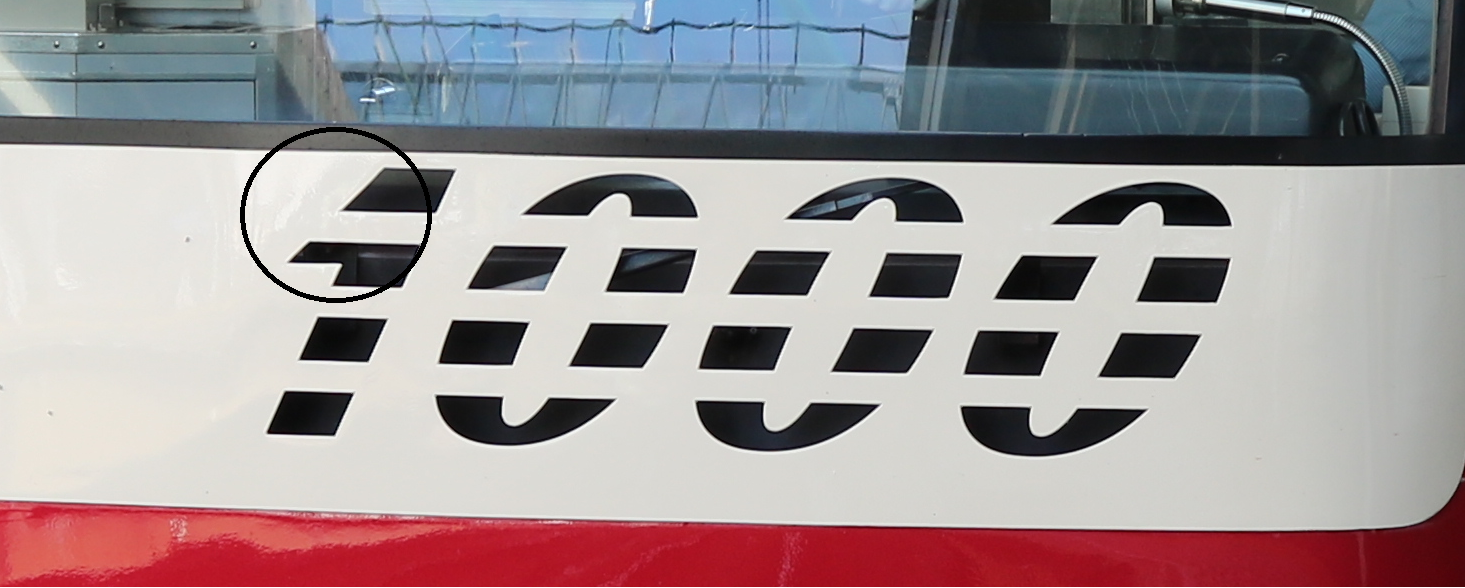
2次車1025编组

|            | ←浦賀方向        | ←浦賀方向        | ←浦賀方向       | ←浦賀方向       | ←浦賀方向       | ←浦賀方向       | ←浦賀方向        | ←浦賀方向        | 製造 商 | 竣工時期  |
| 形式・車種 | デハ1000形 (Muc) | サハ1000形 (Tpu) | サハ1000形 (Tu) | デハ1000形 (Mu) | デハ1000形 (Ms) | サハ1000形 (Ts) | サハ1000形 (Tps) | デハ1000形 (Msc) | 製造 商 | 竣工時期  |
| 車廂編號   | 1025             | 1026             | 1027            | 1028            | 1029            | 1030            | 1031             | 1032             | 東急    | 2003年5月 |
| 車廂編號   | 1033             | 1034             | 1035            | 1036            | 1037            | 1038            | 1039             | 1040             | 川崎    | 2003年6月 |

|            | ←浦賀方向         | ←浦賀方向      | ←浦賀方向       | ←浦賀方向         | 製造 商 | 竣工時期  |
| 形式・車種 | デハ1000形 (Muc1) | サハ1000形 (T) | サハ1000形 (Tp) | デハ1000形 (Msc1) | 製造 商 | 竣工時期  |
| 搭載機器   | VVVF・CP          | BT             | SIV・SIV        | VVVF・CP          | 製造 商 | 竣工時期  |
| 車體重量   | 33.0 t            | 24.0 t         | 27.0 t          | 33.0 t            | 製造 商 | 竣工時期  |
| 車廂編號   | 1409              | 1410           | 1411            | 1412              | 東急    | 2003年7月 |
| 車廂編號   | 1413              | 1414           | 1415            | 1416              | 川崎    | 2003年7月 |

- 凡例同1次车。
- 8节编组列车的机器配置同1次车[20]。
- 4节编组列车在Tp車搭載2支受电弓[19]。

#### 3次車

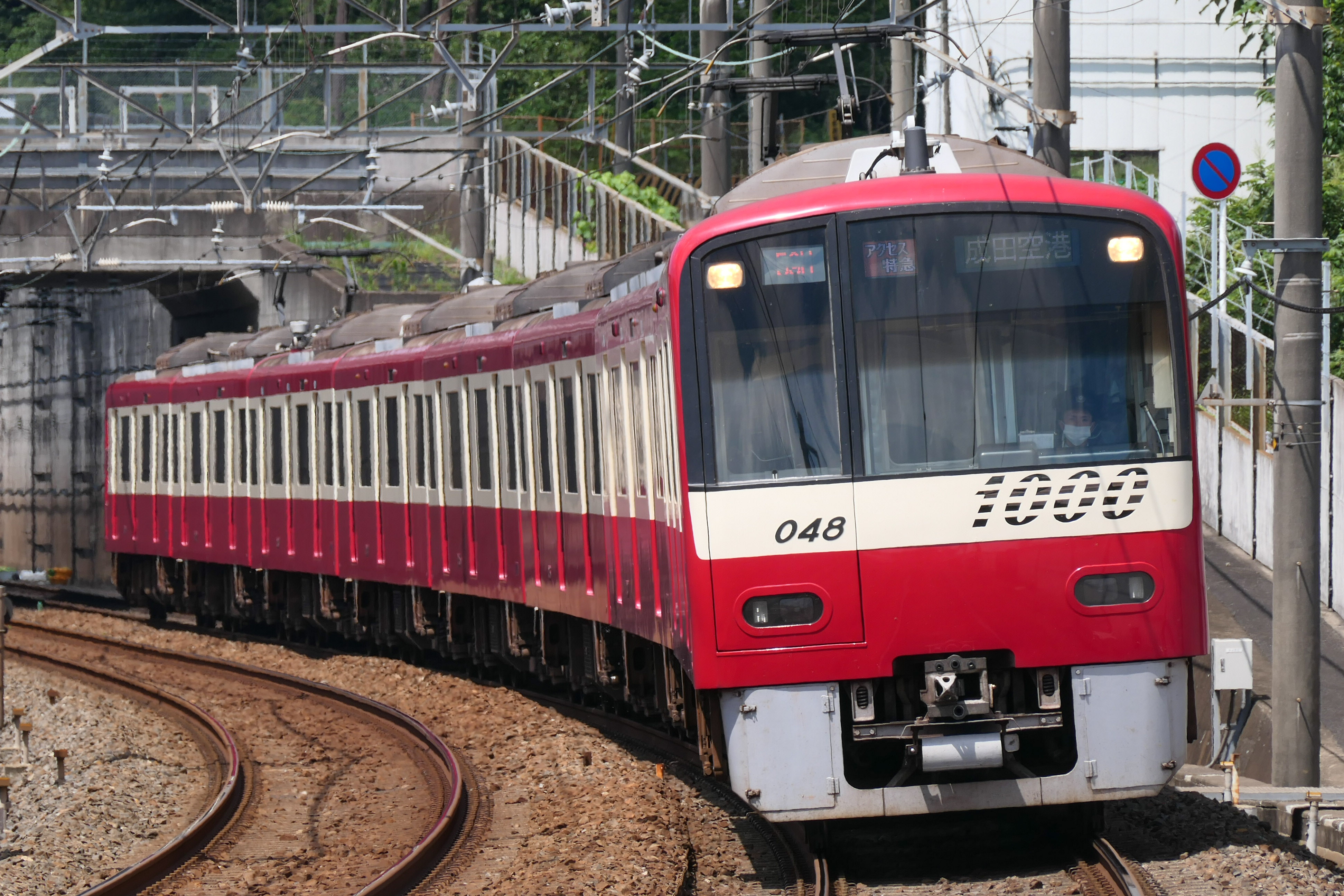
3次車的 1041 - 1048

3次车同样包括8节编组列车和4节编组列车各2列，于2005年（平成17年）1月~3月竣工，但是与1~2次车相比发生了较大变化。

##### 动拖比变更
由于1~2次车动拖比 1:1 的設計在雨天时的剎車能力不足，因此自3次车起，新1000型的动拖比改为 3:1，即8节編組為6M2T结构，4节編組為3M1T结构。

##### 消防设计调整
2004年（平成16年）12月，国土交通省颁布新版地铁火灾应对办法，3次车因此进行了特殊设计，具体包括：
- 将客室顶端的空调送风口，以及辅助送风机、排气扇的整风板罩由聚碳酸酯制变更为铝制。
- 部分车厢之间增设贯通道，客室内部亦增设灭火器。
- 车厢连接处附近的辅助椅子与对向式短座椅连为一体，且对向式短座椅的间隔有所扩大。

|            | ←浦賀方向        | ←浦賀方向        | ←浦賀方向        | ←浦賀方向        | ←浦賀方向        | ←浦賀方向        | ←浦賀方向        | ←浦賀方向        | 製造 商 | 竣工時期  |
| 形式・車種 | デハ1000形 (Muc) | サハ1000形 (Tpu) | デハ1000形 (M2u) | デハ1000形 (M1u) | デハ1000形 (M1s) | デハ1000形 (M2s) | サハ1000形 (Tps) | デハ1000形 (Msc) | 製造 商 | 竣工時期  |
| 搭載機器   | VVVF-A・CP       | SIV・BT          | VVVF-B           | VVVF-A           | VVVF-A           | VVVF-B           | SIV・BT          | VVVF-A・CP       | 製造 商 | 竣工時期  |
| 車體重量   | 32.0 t           | 27.0 t           | 30.0 t           | 30.0 t           | 30.0 t           | 30.0 t           | 27.0 t           | 32.0 t           | 製造 商 | 竣工時期  |
| 車廂編號   | 1041             | 1042             | 1043             | 1044             | 1045             | 1046             | 1047             | 1048             | 東急    | 2005年1月 |
| 車廂編號   | 1049             | 1050             | 1051             | 1052             | 1053             | 1054             | 1055             | 1056             | 川崎    | 2005年3月 |

|            | ←浦賀方向          | ←浦賀方向       | ←浦賀方向       | ←浦賀方向         | 製造 商 | 竣工時期  |
| 形式・車種 | デハ1000形 (M1uc1) | デハ1000形 (M2) | サハ1000形 (Tp) | デハ1000形 (Msc1) | 製造 商 | 竣工時期  |
| 搭載機器   | VVVF-A・CP         | VVVF-B・BT      | SIV・SIV・BT    | VVVF-A・CP        | 製造 商 | 竣工時期  |
| 車體重量   | 32.0 t             | 31.0 t          | 27.0 t          | 32.0 t            | 製造 商 | 竣工時期  |
| 車廂編號   | 1417               | 1418            | 1419            | 1420              | 東急    | 2005年3月 |
| 車廂編號   | 1421               | 1422            | 1423            | 1424              | 川崎    | 2005年3月 |

凡例
- VVVF-A：牵引逆变器（Box-A）
- VVVF-B：牵引逆变器（Box-B）
- SIV：辅助电源
- CP：空氣壓縮機
- BT：蓄電池

備考
- 每节拖车各搭载两支受电弓。
- 3~5次车共用凡例。

#### 4次車
4次车包括1列8节編組列车和4列4节編組列车，于2005年制造，采用全彩色LED屏显示车种，采用白色LED显示目的地。
|            | ←浦賀方向        | ←浦賀方向        | ←浦賀方向        | ←浦賀方向        | ←浦賀方向        | ←浦賀方向        | ←浦賀方向        | ←浦賀方向        | 製造 商 | 竣工時期  |
| 形式・車種 | デハ1000形 (Muc) | サハ1000形 (Tpu) | デハ1000形 (M2u) | デハ1000形 (M1u) | デハ1000形 (M1s) | デハ1000形 (M2s) | サハ1000形 (Tps) | デハ1000形 (Msc) | 製造 商 | 竣工時期  |
| 車廂編號   | 1057             | 1058             | 1059             | 1060             | 1061             | 1062             | 1063             | 1064             | 東急    | 2005年8月 |

|            | ←浦賀方向          | ←浦賀方向       | ←浦賀方向       | ←浦賀方向         | 製造 商 | 竣工時期  |
| 形式・車種 | デハ1000形 (M1uc1) | デハ1000形 (M2) | サハ1000形 (Tp) | デハ1000形 (Msc1) | 製造 商 | 竣工時期  |
| 車廂編號   | 1425               | 1426            | 1427            | 1428              | 東急    | 2005年7月 |
| 車廂編號   | 1429               | 1430            | 1431            | 1432              | 川崎    | 2005年7月 |
| 車廂編號   | 1433               | 1434            | 1435            | 1436              | 川崎    | 2005年8月 |
| 車廂編號   | 1437               | 1438            | 1439            | 1440              | 川崎    | 2005年8月 |

#### 5次車

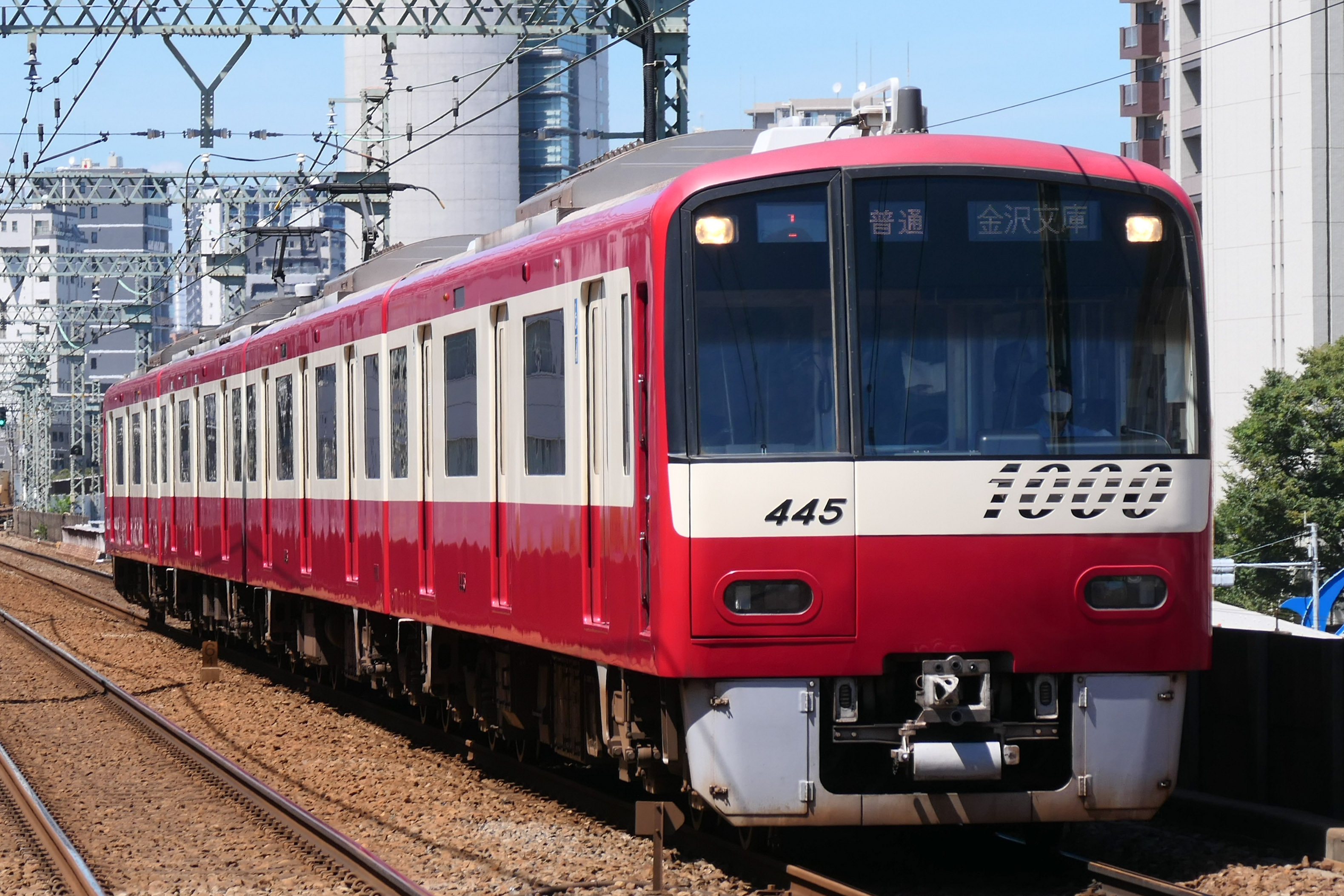
5次車的 1445 - 1448

5次车包括1列8节編組列车和2列4节編組列车，于2006年制造，樣式與4次車相同。
|            | ←浦賀方向        | ←浦賀方向        | ←浦賀方向        | ←浦賀方向        | ←浦賀方向        | ←浦賀方向        | ←浦賀方向        | ←浦賀方向        | 製造 商 | 竣工時期   |
| 形式・車種 | デハ1000形 (Muc) | サハ1000形 (Tpu) | デハ1000形 (M2u) | デハ1000形 (M1u) | デハ1000形 (M1s) | デハ1000形 (M2s) | サハ1000形 (Tps) | デハ1000形 (Msc) | 製造 商 | 竣工時期   |
| 車廂編號   | 1065             | 1066             | 1067             | 1068             | 1069             | 1070             | 1071             | 1072             | 東急    | 2006年10月 |

|            | ←浦賀方向          | ←浦賀方向       | ←浦賀方向       | ←浦賀方向         | 製造 商 | 竣工時期   |
| 形式・車種 | デハ1000形 (M1uc1) | デハ1000形 (M2) | サハ1000形 (Tp) | デハ1000形 (Msc1) | 製造 商 | 竣工時期   |
| 車廂編號   | 1441               | 1442            | 1443            | 1444              | 川崎    | 2006年11月 |
| 車廂編號   | 1445               | 1446            | 1447            | 1448              | 川崎    | 2006年11月 |

## 不锈钢车体列车

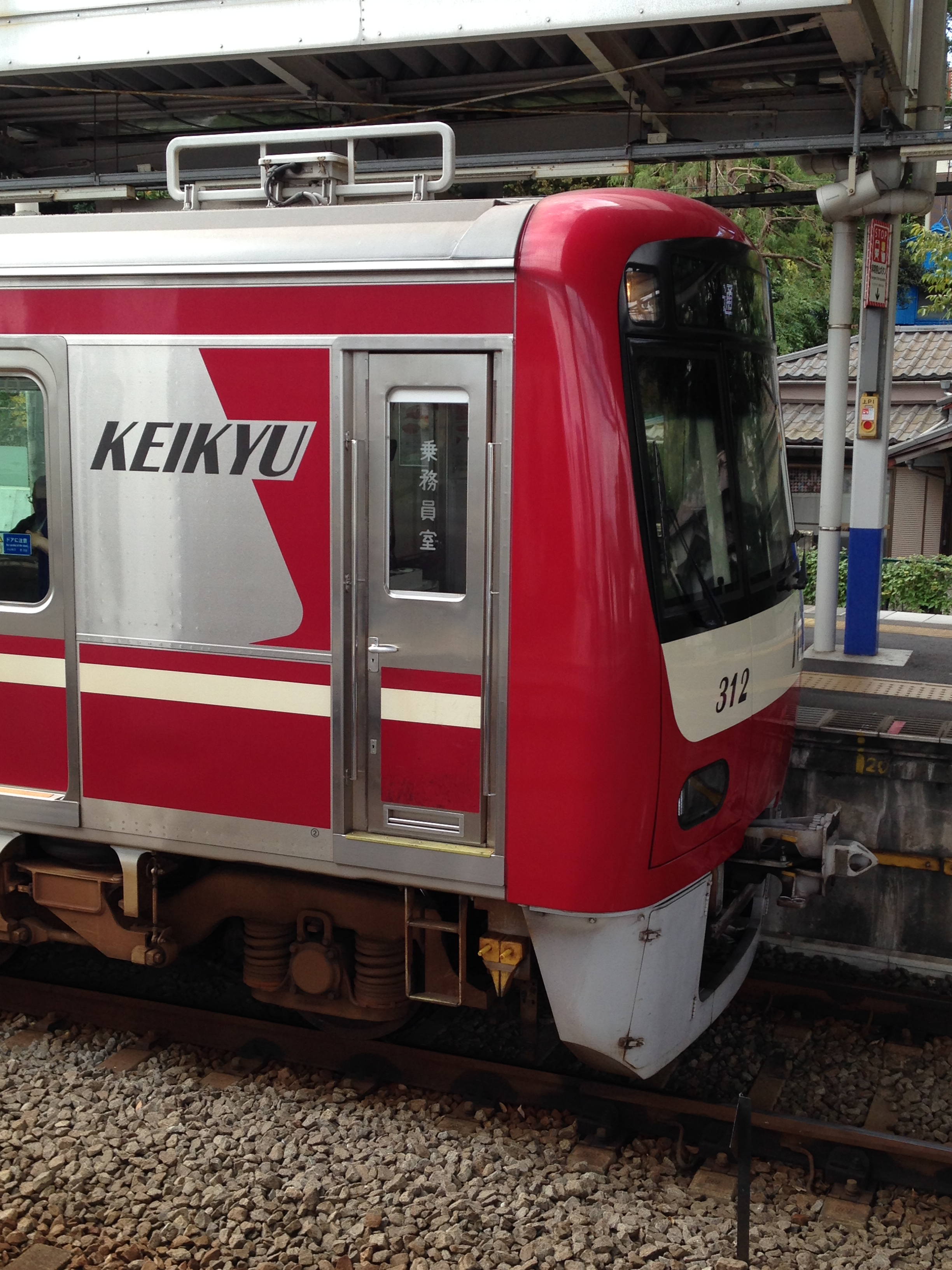
不锈钢车体列车车头

新1000型的6~20次车以高品质、高性能化、成本低为特色，车体采用轻量不锈钢，车头采用普通钢。
6~20次车与以往的铝合金车体列车相比，取消了雨刷罩，并更改了车头编号的设计。
6~15次车的侧面粘贴了表示京急形象颜色的红白两色薄膜，16次车为部分喷漆涂装，17~20次车为全喷漆涂装。

### 内裝
6~20次车沿袭了铝合金车体列车的暖色系内饰，以温暖亲切的客室空间为设计目标，其内衬使用白色系装饰板，地板色调则变更为灰色系。
6~15次车将车厢连接处附近的4人座对向式短座椅变更为5人座长座椅，此为京急时隔14年再次使用长座椅；座椅表面与5次车的相同，座椅隔板则由粉红色变更为米色。

列车车门间的侧窗是在中央有横梁的两片分割式结构，其中一片可以自由开闭，客室顶部也相应取消了排气扇。

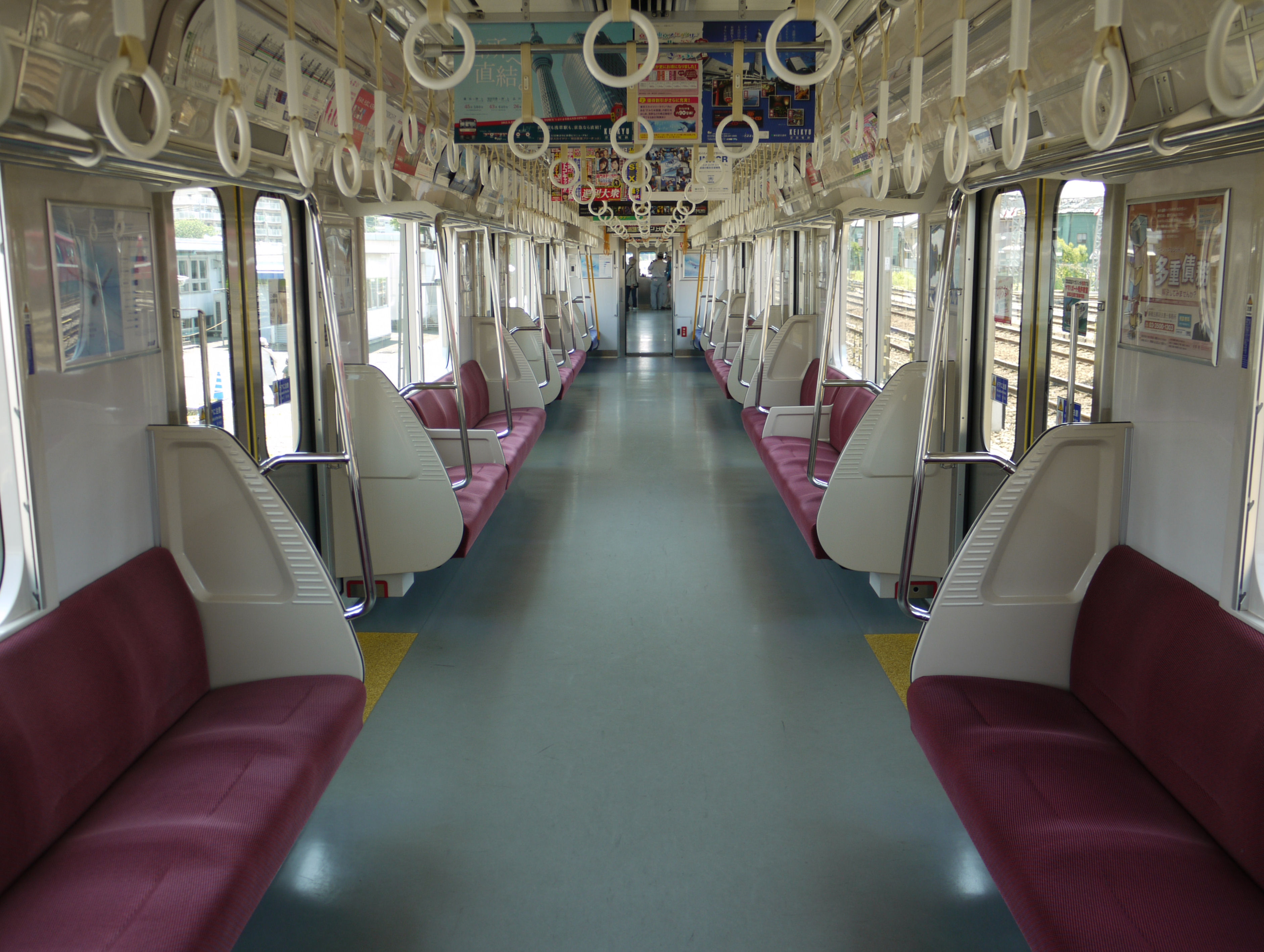
不锈钢车体列车车内

### 駕駛室
出于应对道口事故和改善驾驶操作性的考量，6~20次车的驾驶室沿袭了1967年（昭和42年）制造的700形1次车的高驾驶台构造，具体而言：
- 驾驶员座位和驾驶台提高了150 mm，乘务员室的宽度扩大了200 mm[14]。
- 车头强度相对于之前的铝合金车体车辆提高了1.5倍以上[44]。
- 在乘务员室设置了紧急逃生梯[45]，并取消了乘务员室背后的座位和侧面的小窗户[43][46]。
- 驾驶席侧设有一根取消了雨刷罩的雨刷，车头贯通门上另设手动式雨刷[14]。

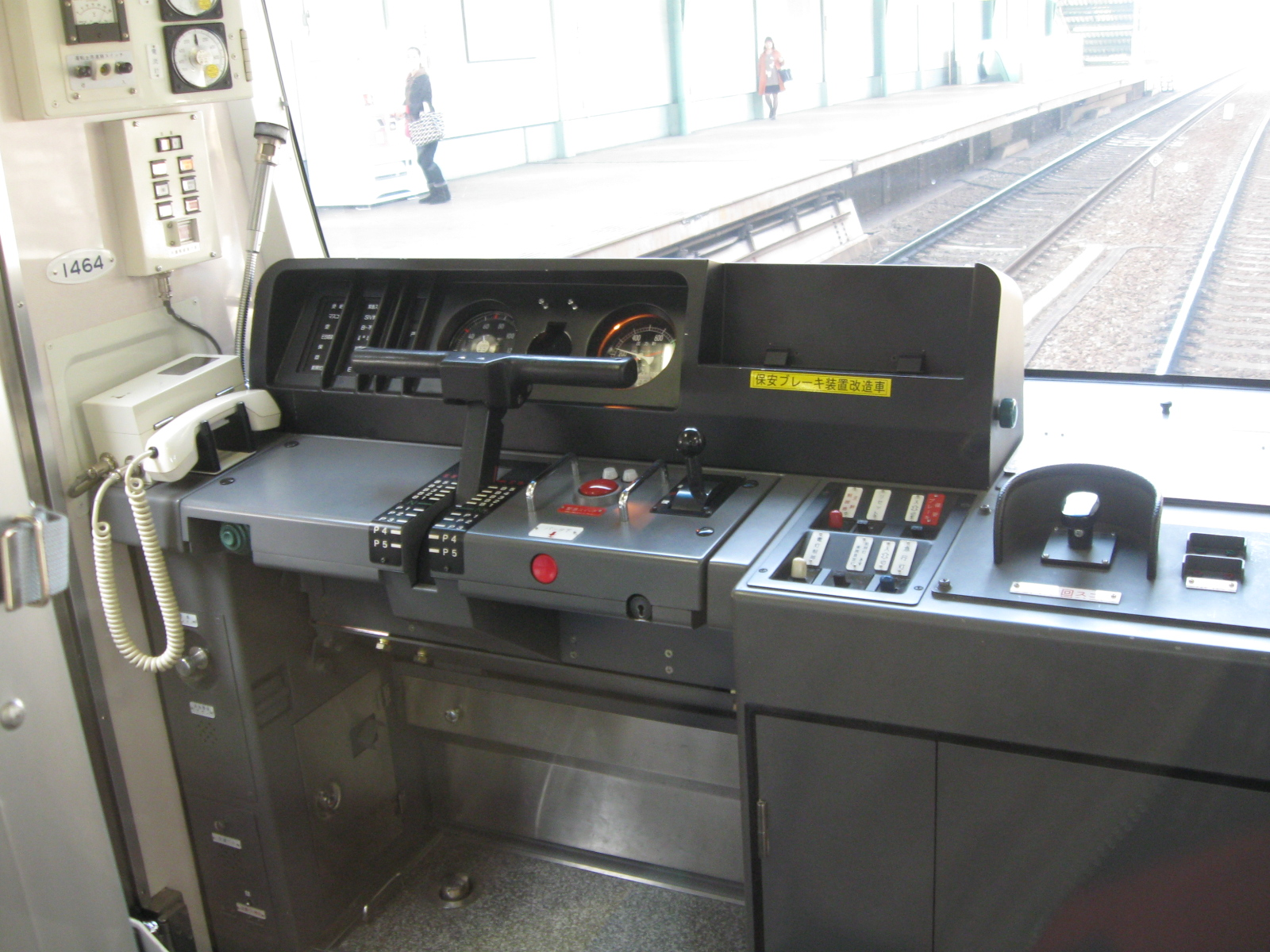
驾驶台
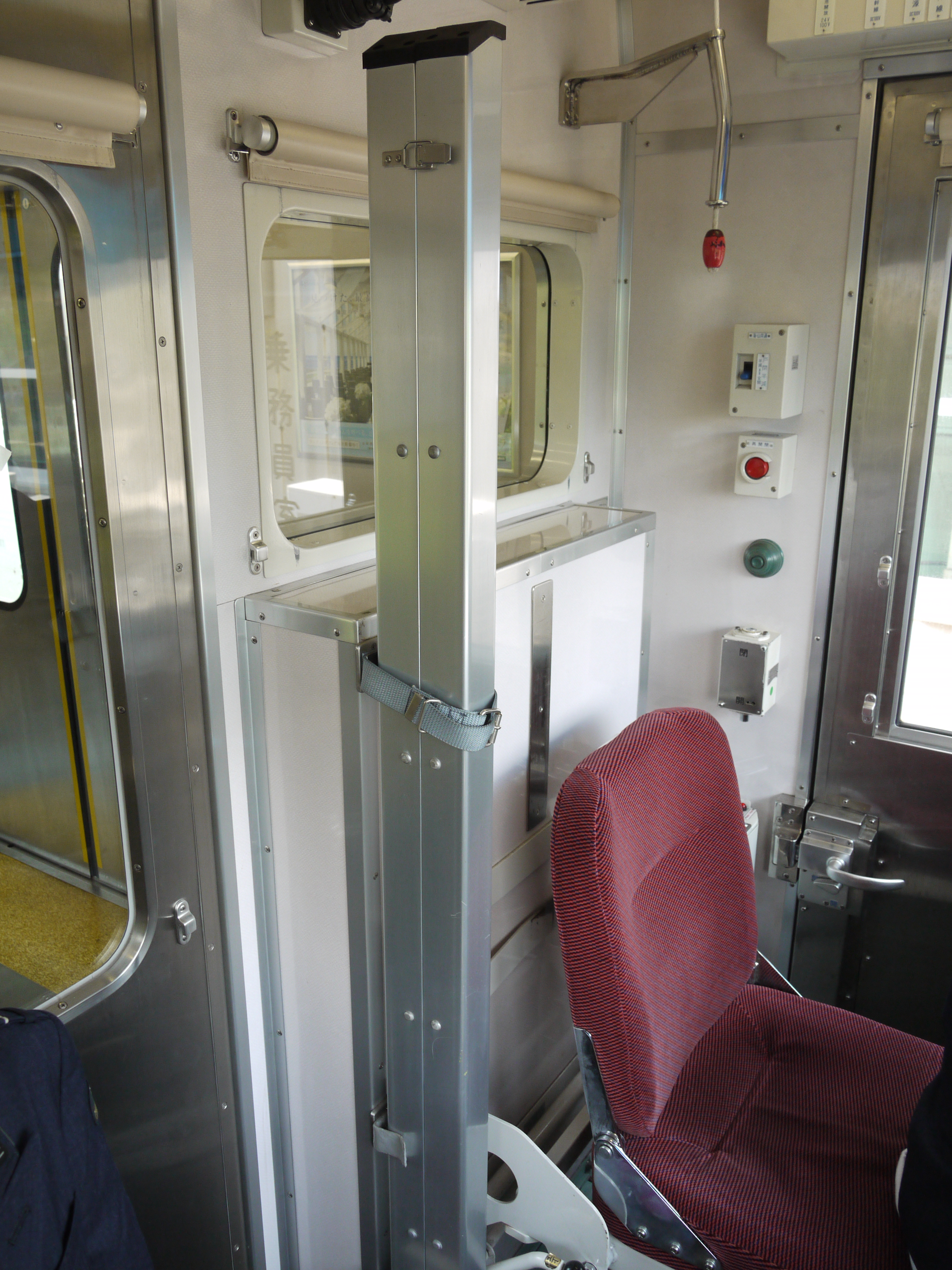
紧急逃生梯

### 主要機器
采用不锈钢车体的新1000型的牵引系统中大量採用日本國產組件，大部分组件的设计与1500型机器更新车用组件存在共通之处。
- 6~19次车的4节、6节编组列车採用東洋電機制造製 RG694-B-M（或 B1-M）型 IGBT-VVVF 逆变器（1C2M2群方式）[47][48]。
- 6~15次车的8节编组列车採用三菱電機製 MAP-138-15V174（或 15V164A）型 IGBT-VVVF 逆变器（1C4M2群方式）[47][48]。
- 牵引电机方面，6~15次车的8节编组列车採用三菱電機製 MB-5121-A 型，6~19次车的4节、6节编组列车採用東洋電機制造製 TDK-6162-A 型，三种电机的功率均为 155 kW[14][47]。
- 辅助电源为東芝制 INV153-F0 型，额定输出容量170 kVA[47][48]。
- 空气压缩机为三菱電機製 MBU1600-Y 型[47][48]。
- 列车的传动比、制动系统和空调系统与采用铝合金车体的新1000型一致，转向架则与3~5次车的一致[14][47]。
- 目前所有采用三菱牵引系统的新1000型均搭载純電氣回生制動装置。

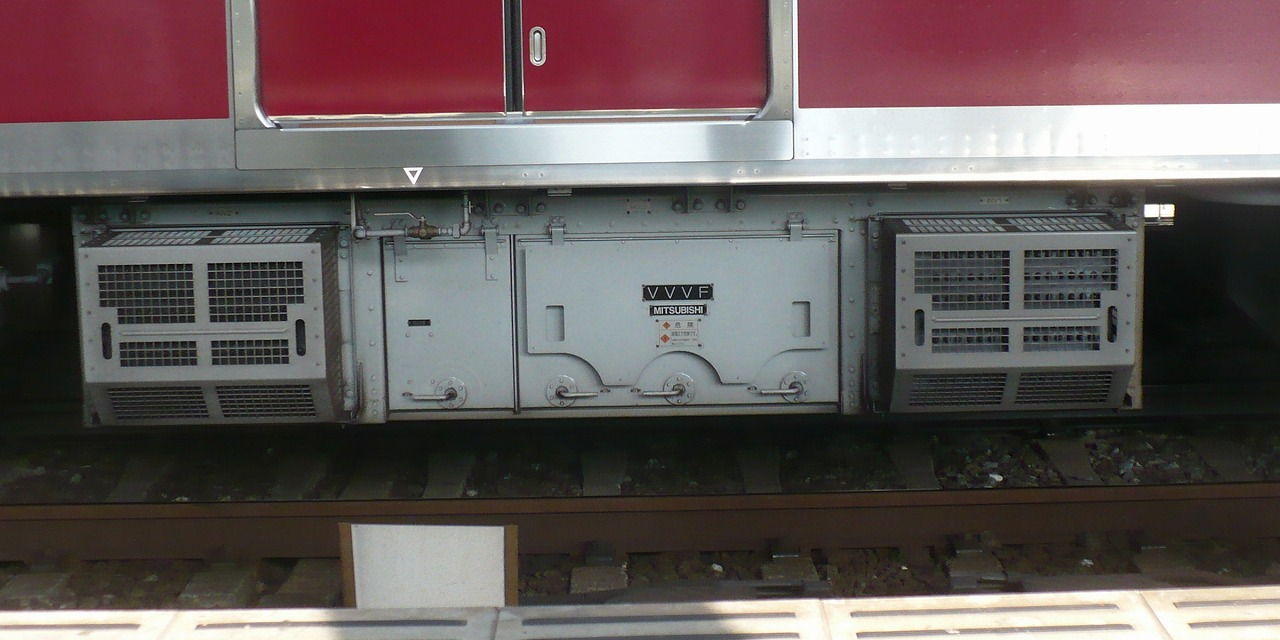
8节编组列车用 三菱電機製牵引逆变器
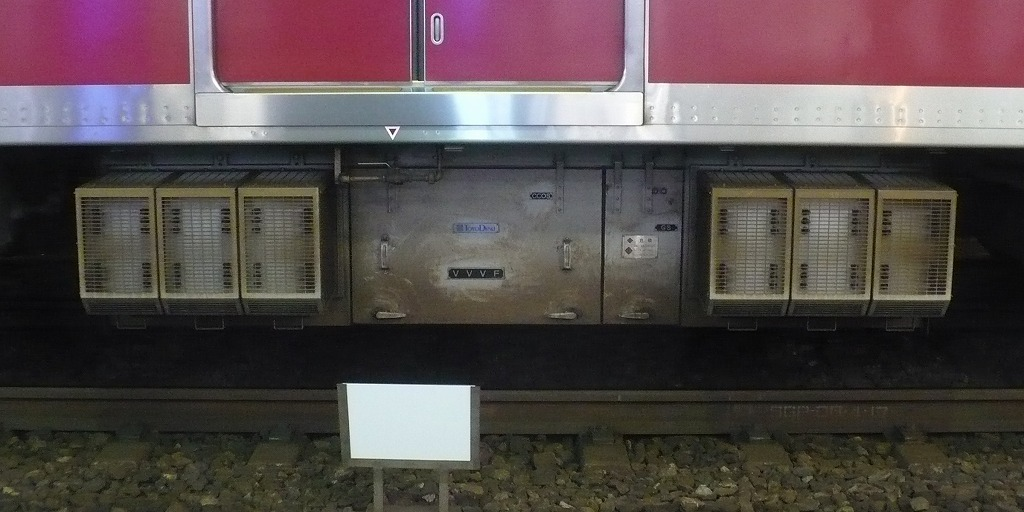
8节编组列车用 東洋電機製造製牵引逆变器
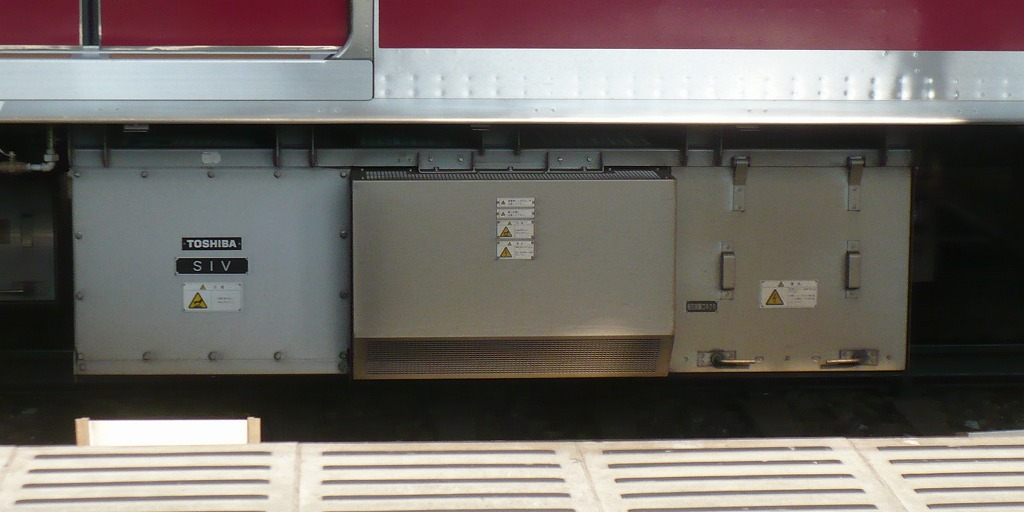
東芝製 INV153-F0 型 辅助电源
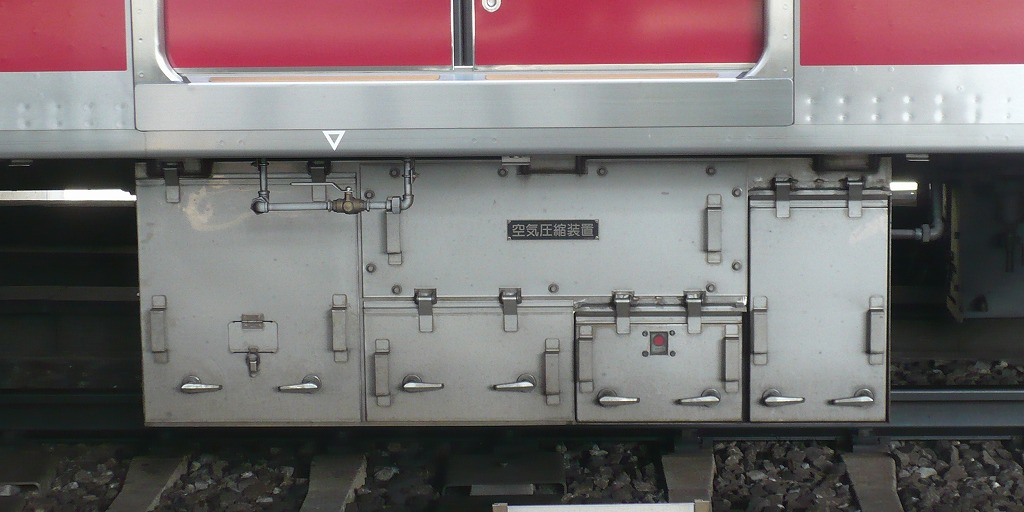
三菱電機製 MBU1600-Y 型 空气压缩机

### 編組變化

#### 6次車

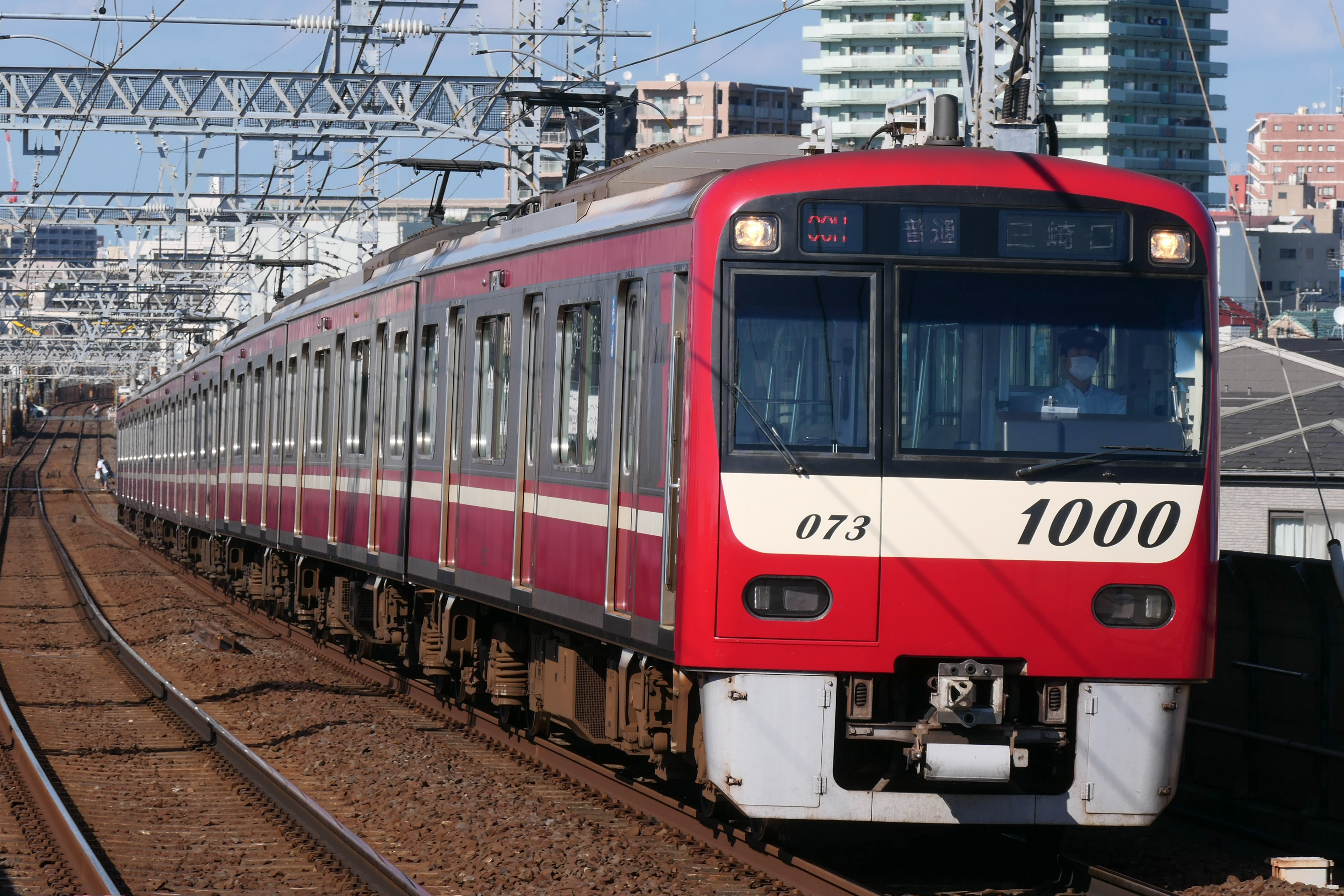
6次車的 1073 - 1080

2007年（平成19年）3月落成，並於同年3月31日投入服務，为京急首款採用不锈钢車體的列车。
|            | ←浦賀方向         | ←浦賀方向        | ←浦賀方向       | ←浦賀方向         | ←浦賀方向        | ←浦賀方向       | ←浦賀方向        | ←浦賀方向         | 竣工時期  |
| 形式・車種 | デハ1000形 (M2uc) | デハ1000形 (M1u) | サハ1000形 (Tu) | デハ1000形 (M1u') | デハ1000形 (M2s) | サハ1000形 (Ts) | デハ1000形 (M1s) | デハ1000形 (M2sc) | 竣工時期  |
| 搭載機器   | SIV・BT           | VVVF             | CP              | VVVF              |                  | CP              | VVVF             | SIV・BT           | 竣工時期  |
| 車體重量   | 33.5 t            | 32.5 t           | 24.5 t          | 32.0 t            | 28.5 t           | 24.5 t          | 32.5 t           | 33.5 t            | 竣工時期  |
| 車廂編號   | 1073              | 1074             | 1075            | 1076              | 1077             | 1078            | 1079             | 1080              | 2007年3月 |

凡例
- VVVF：牵引逆变器（1C4M2群）
- SIV：辅助电源
- CP：空氣壓縮機
- BT：蓄電池

備考
- M1u・M1s车厢搭載2支受电弓，M1u'车厢的品川方向搭載1支受电弓。
- 7~20次车与6次车共用凡例。

#### 7次車
7~11次车中的8节编组列车为東急車輛製，12~20次车中的8节编组列车为综合车辆制作所横滨事業所製。

7~20次车中的4节编组列车为川崎重工製。

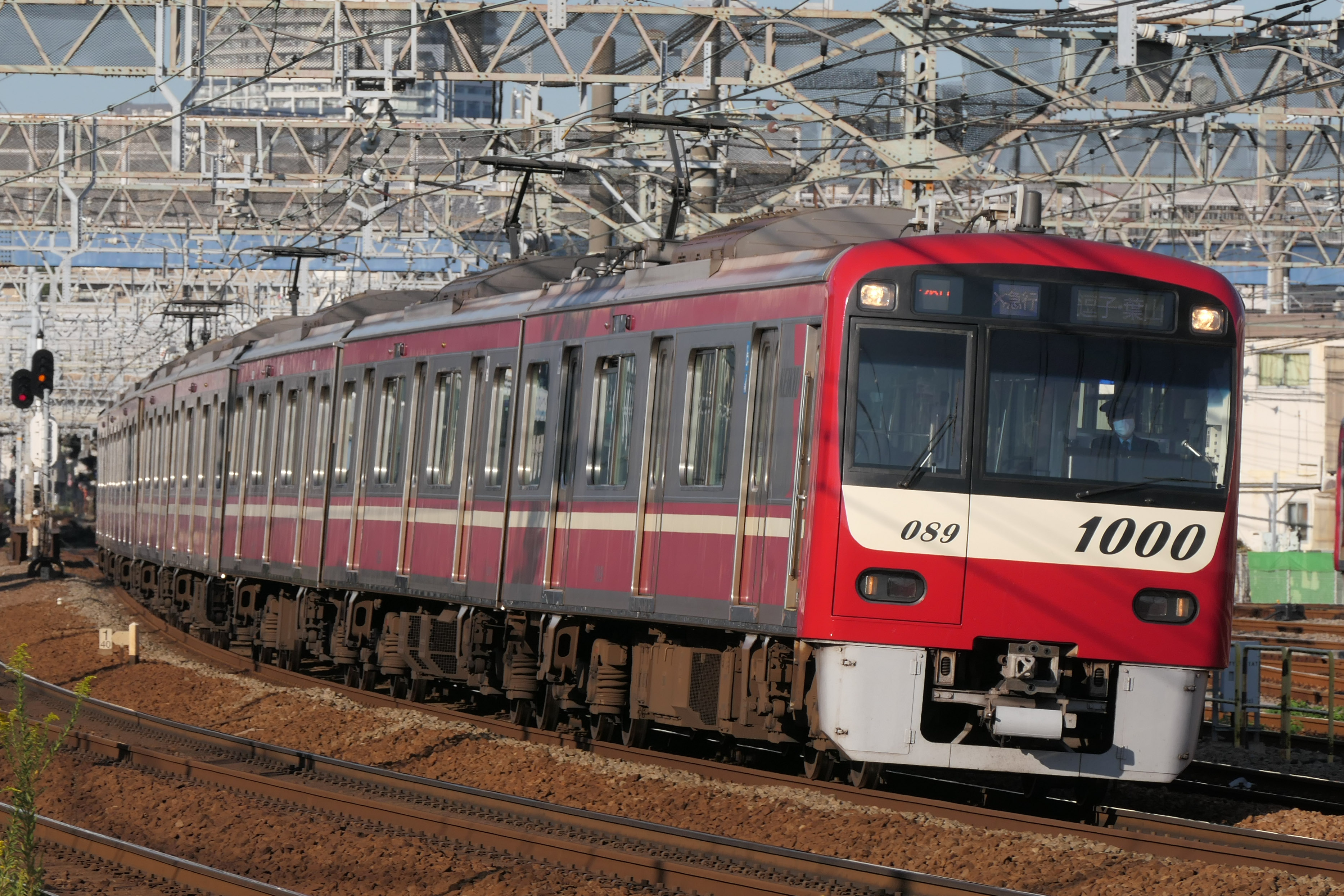
7次車的 1089 - 1096

7次车为2列8节編組列车，于2007~2008年制造，樣式與6次車相同。
|            | ←浦賀方向         | ←浦賀方向        | ←浦賀方向       | ←浦賀方向        | ←浦賀方向        | ←浦賀方向       | ←浦賀方向        | ←浦賀方向         | 竣工時期  |
| 形式・車種 | デハ1000形 (M2uc) | デハ1000形 (M1u) | サハ1000形 (Tu) | デハ1000形 (M1u) | デハ1000形 (M2s) | サハ1000形 (Ts) | デハ1000形 (M1s) | デハ1000形 (M2sc) | 竣工時期  |
| 車廂編號   | 1081              | 1082             | 1083            | 1084             | 1085             | 1086            | 1087             | 1088              | 2008年1月 |
| 車廂編號   | 1089              | 1090             | 1091            | 1092             | 1093             | 1094            | 1095             | 1096              | 2008年2月 |

#### 8次車
8次车于2008年制造，包括3列8节编组列车和2列4节编组列车，其中4节编组列车为全动车编组，并可在远期扩编为6节编组。
4节編組列车在各中間車的浦賀方向安裝1支受电弓，且M1s車有增设受电弓的计划。

8次车的客室配色进行了部分调整，垂直扶手杆喷为黄色，并进行防滑加工。

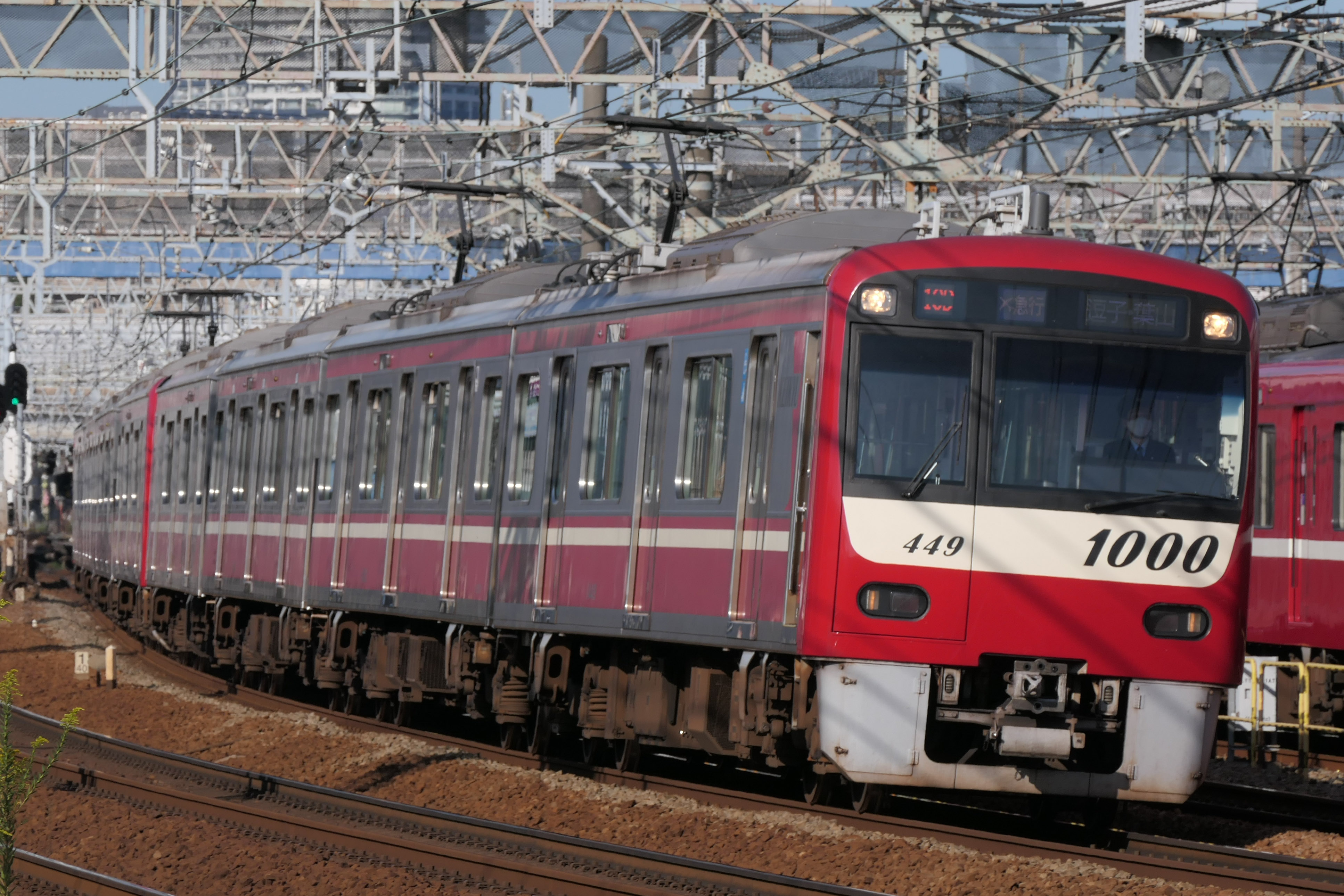
8次車的 1449 - 1452

|            | ←浦賀方向         | ←浦賀方向        | ←浦賀方向       | ←浦賀方向        | ←浦賀方向        | ←浦賀方向       | ←浦賀方向        | ←浦賀方向         | 竣工時期   |
| 形式・車種 | デハ1000形 (M2uc) | デハ1000形 (M1u) | サハ1000形 (Tu) | デハ1000形 (M1u) | デハ1000形 (M2s) | サハ1000形 (Ts) | デハ1000形 (M1s) | デハ1000形 (M2sc) | 竣工時期   |
| 車廂編號   | 1097              | 1098             | 1099            | 1100             | 1101             | 1102            | 1103             | 1104              | 2008年10月 |
| 車廂編號   | 1105              | 1106             | 1107            | 1108             | 1109             | 1110            | 1111             | 1112              | 2008年11月 |
| 車廂編號   | 1113              | 1114             | 1115            | 1116             | 1117             | 1118            | 1119             | 1120              | 2008年12月 |

|            | ←浦賀方向         | ←浦賀方向        | ←浦賀方向        | ←浦賀方向         | 竣工時期  |
| 形式・車種 | デハ1000形 (M2uc) | デハ1000形 (M1u) | デハ1000形 (M1s) | デハ1000形 (M2sc) | 竣工時期  |
| 車體重量   | 34.5 t            | 32.5 t           | 32.5 t           | 34.5 t            | 竣工時期  |
| 車廂編號   | 1449              | 1450             | 1451             | 1452              | 2008年9月 |
| 車廂編號   | 1453              | 1454             | 1455             | 1456              | 2008年9月 |

#### 9次車

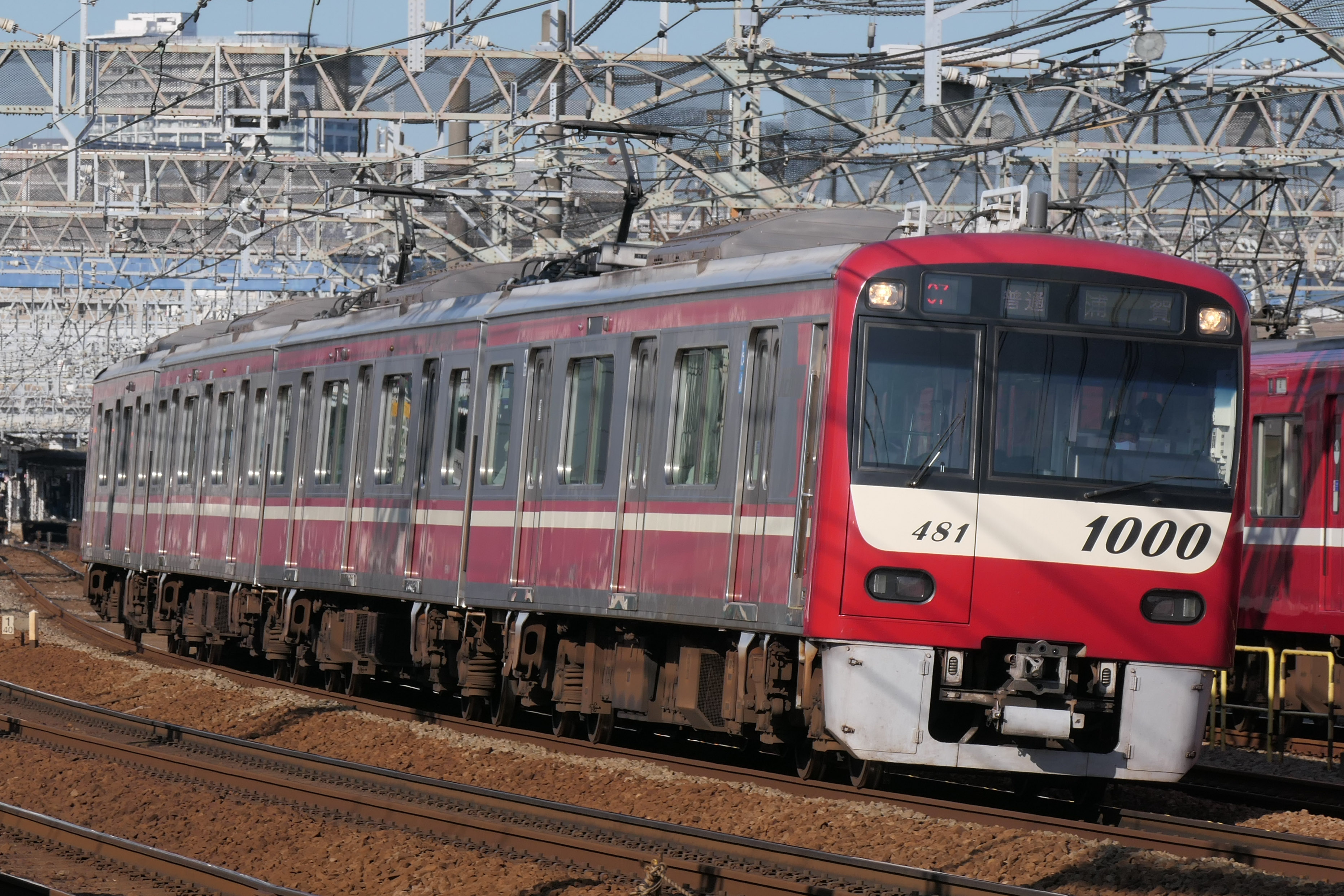
9次車的 1481 - 1484

9次车为8列4节編組列车，于2009年制造，樣式與8次車相同。
|            | ←浦賀方向         | ←浦賀方向        | ←浦賀方向        | ←浦賀方向         | 竣工時期  |
| 形式・車種 | デハ1000形 (M2uc) | デハ1000形 (M1u) | デハ1000形 (M1s) | デハ1000形 (M2sc) | 竣工時期  |
| 車廂編號   | 1457              | 1458             | 1459             | 1460              | 2009年4月 |
| 車廂編號   | 1461              | 1462             | 1463             | 1464              | 2009年4月 |
| 車廂編號   | 1465              | 1466             | 1467             | 1468              | 2009年4月 |
| 車廂編號   | 1469              | 1470             | 1471             | 1472              | 2009年4月 |
| 車廂編號   | 1473              | 1474             | 1475             | 1476              | 2009年5月 |
| 車廂編號   | 1477              | 1478             | 1479             | 1480              | 2009年5月 |
| 車廂編號   | 1481              | 1482             | 1483             | 1484              | 2009年6月 |
| 車廂編號   | 1485              | 1486             | 1487             | 1488              | 2009年6月 |

#### 10次車

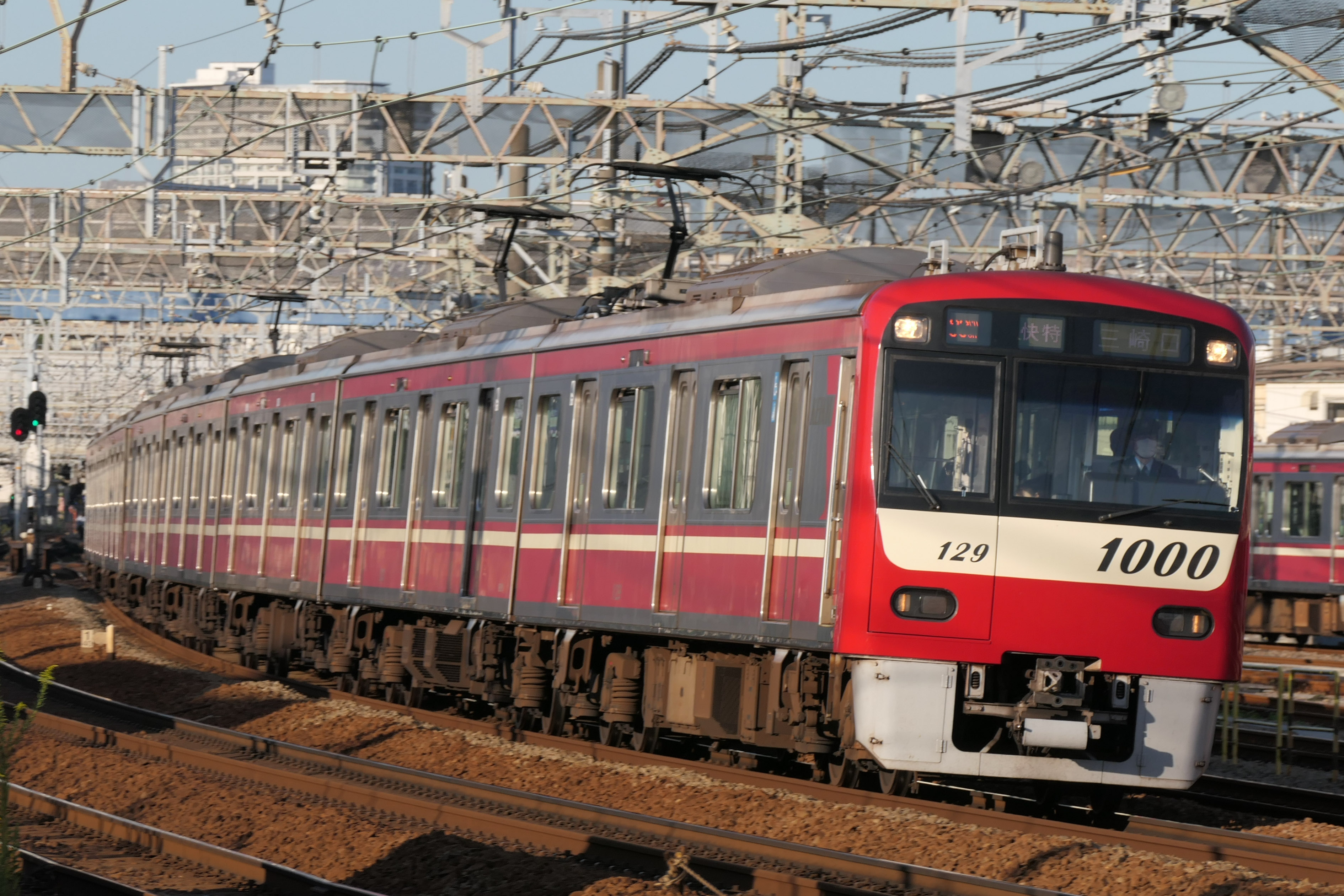
10次車的 1129 - 1136

2010年，配合同年7月17日京成电铁成田机场线开业，由3列8节编组和1列4节编组组成的10次车竣工。
10次车的车内设置了600型更新车采用的分离式17寸门上液晶显示器，其左侧显示广告动画，右侧显示列车运行的下一站和换乘引导信息。

10次车的LCD显示屏
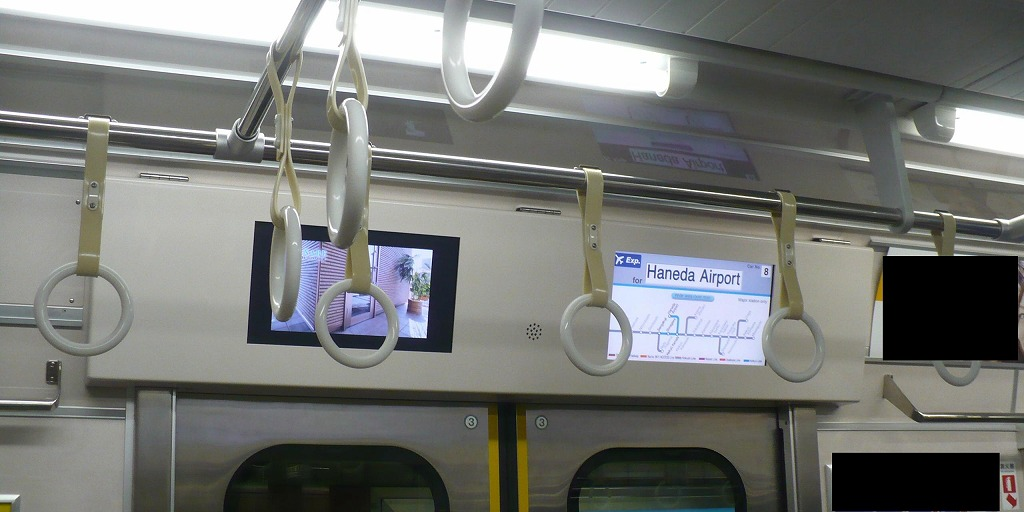
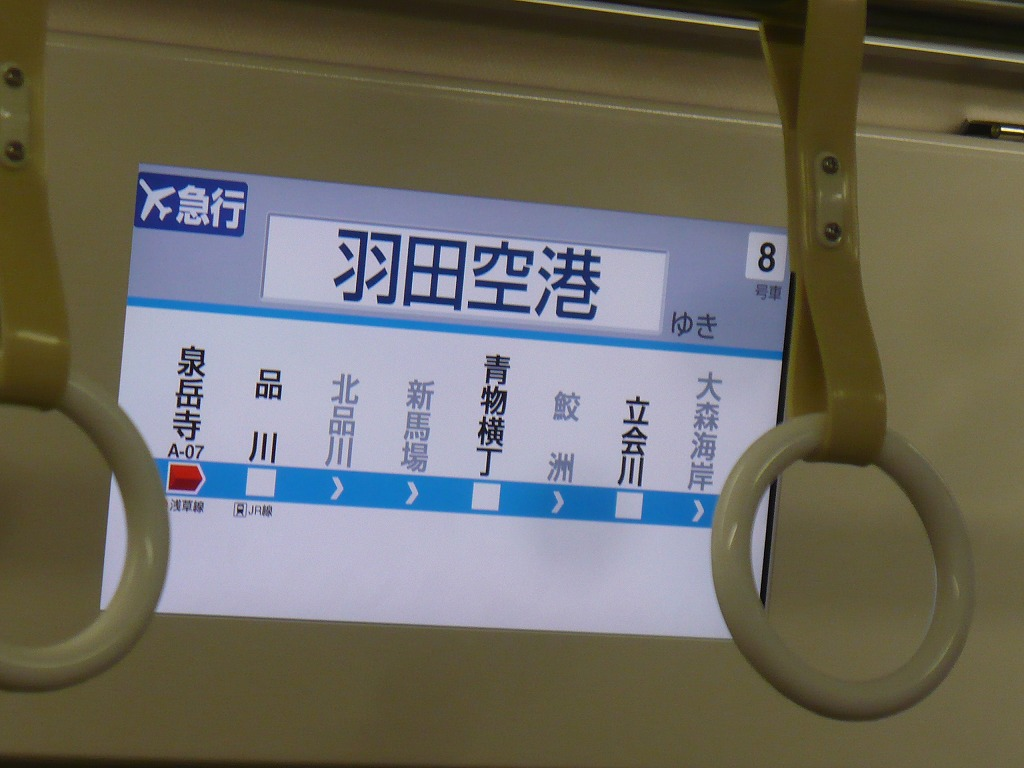

10次车的驾驶台设置了在其他公司的线路（特别是京成本线和成田机场线内）使用的乘务员支援信息系统和具有停车预告功能的车上信息管理装置，并在驾驶台仪表盘上设置监视器画面。
除此之外，10次车改良了从6次车开始搭载的逃生梯，并将其增设在车头贯通门处，6~20次车未来都将采用这种改良设计。
|            | ←浦賀方向         | ←浦賀方向        | ←浦賀方向       | ←浦賀方向        | ←浦賀方向        | ←浦賀方向       | ←浦賀方向        | ←浦賀方向         | 竣工時期  | 報廢          |
| 形式・車種 | デハ1000形 (M2uc) | デハ1000形 (M1u) | サハ1000形 (Tu) | デハ1000形 (M1u) | デハ1000形 (M2s) | サハ1000形 (Ts) | デハ1000形 (M1s) | デハ1000形 (M2sc) | 竣工時期  | 報廢          |
| 車廂編號   | 1121              | 1122             | 1123            | 1124             | 1125             | 1126            | 1127             | 1128              | 2010年5月 |               |
| 車廂編號   | 1129              | 1130             | 1131            | 1132             | 1133             | 1134            | 1135             | 1136              | 2010年6月 |               |
| 車廂編號   | 1137              | 1138             | 1139            | 1140             | 1141             | 1142            | 1143             | 1144              | 2010年6月 | 2020年3月14日 |

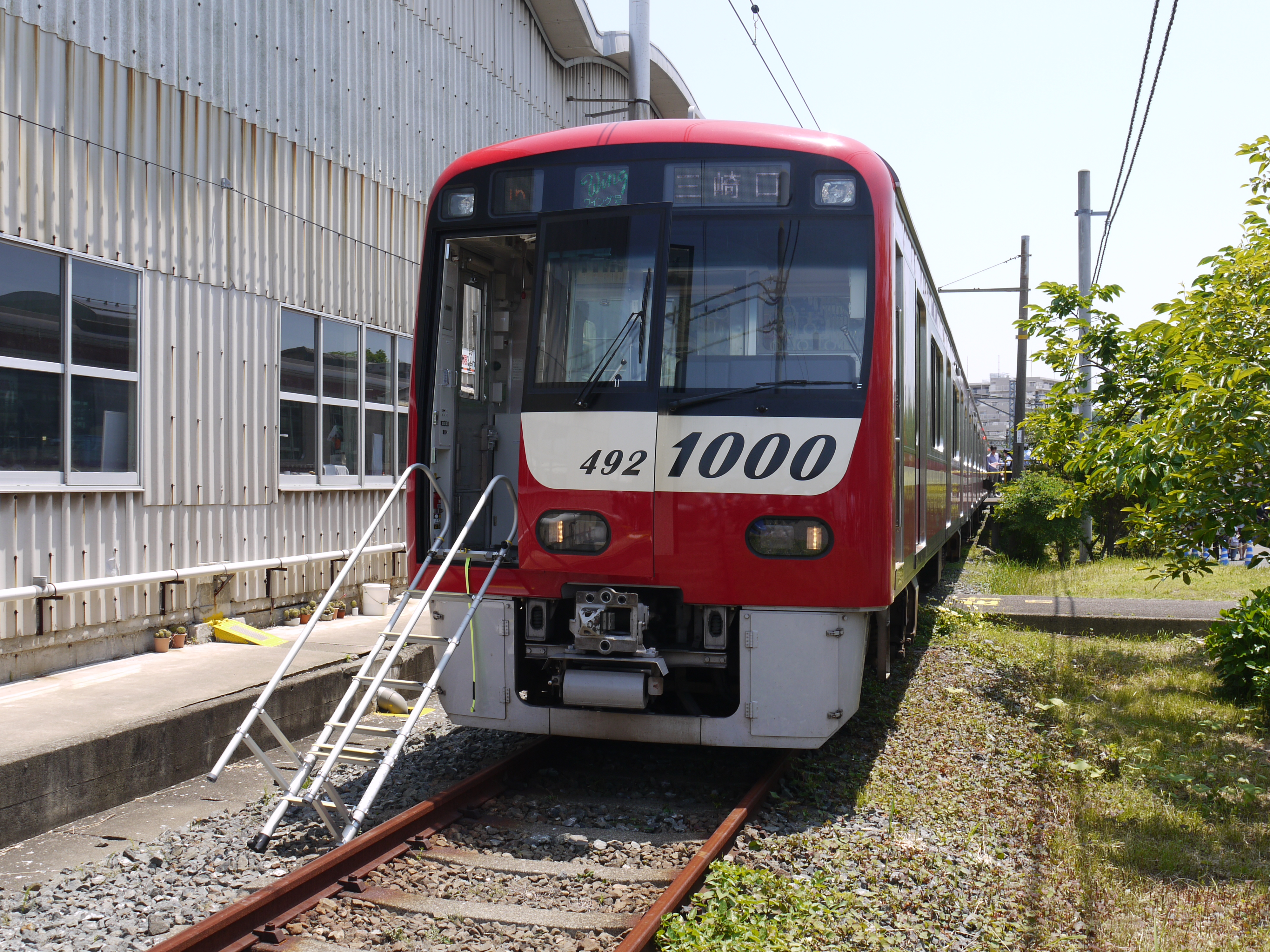
打开贯通门并且伸出逃生梯的状态

- 1137編組因2019年9月京急本線平交道事故而報廢。

|            | ←浦賀方向         | ←浦賀方向        | ←浦賀方向        | ←浦賀方向         | 竣工時期  |
| 形式・車種 | デハ1000形 (M2uc) | デハ1000形 (M1u) | デハ1000形 (M1s) | デハ1000形 (M2sc) | 竣工時期  |
| 車廂編號   | 1489              | 1490             | 1491             | 1492              | 2011年3月 |

#### 11次車

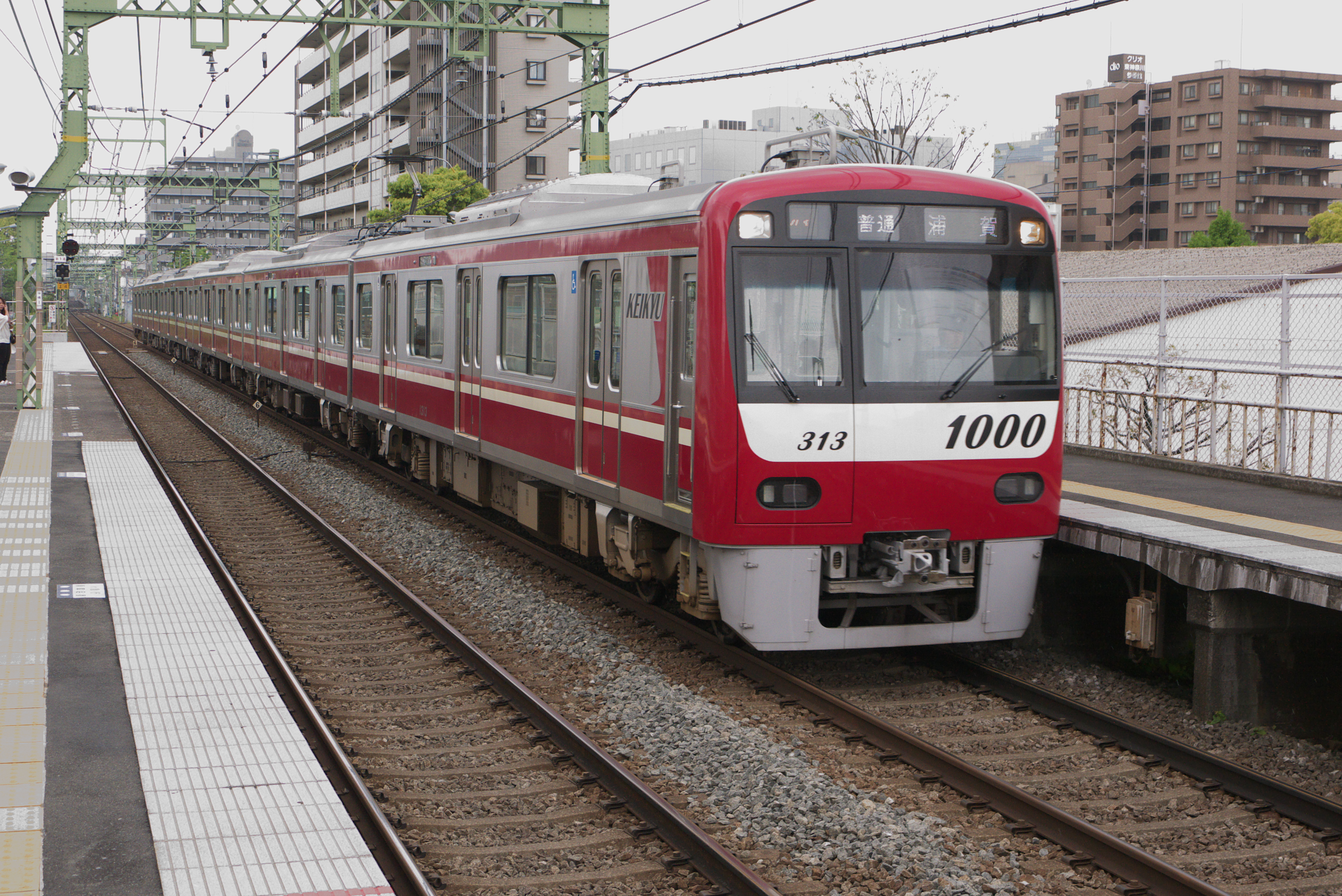
11次車的 1313 - 1318

11次车于2011~2012年制造，包括1列8节编组列车和3列6节编组列车；由于需要替换800形，因此新1000型从11次车开始首次出现6节编组列车。11次车的6节编组列车由川崎重工制造，并被划分为“1300番台”；6节编组列车两端没有安装电气连接器，但预留了变更为8节编组或4节编组的条件。
新1000型自2012年3月以后投入京急线内运营的列车起，均采用LED提供车内照明，此外列车两端的乘务员室均设有空调装置操作器。
|            | ←浦賀方向         | ←浦賀方向        | ←浦賀方向       | ←浦賀方向        | ←浦賀方向        | ←浦賀方向       | ←浦賀方向        | ←浦賀方向         | 竣工時期  |
| 形式・車種 | デハ1000形 (M2uc) | デハ1000形 (M1u) | サハ1000形 (Tu) | デハ1000形 (M1u) | デハ1000形 (M2s) | サハ1000形 (Ts) | デハ1000形 (M1s) | デハ1000形 (M2sc) | 竣工時期  |
| 車廂編號   | 1145              | 1146             | 1147            | 1148             | 1149             | 1150            | 1151             | 1152              | 2012年1月 |

|            | ←浦賀方向         | ←浦賀方向        | ←浦賀方向       | ←浦賀方向       | ←浦賀方向        | ←浦賀方向         | 竣工時期  |
| 形式・車種 | デハ1000形 (M2uc) | デハ1000形 (M1u) | サハ1000形 (Tu) | サハ1000形 (Ts) | デハ1000形 (M1s) | デハ1000形 (M2sc) | 竣工時期  |
| 搭載機器   | SIV・CP・BT       | VVVF             |                 |                 | VVVF             | SIV・CP・BT       | 竣工時期  |
| 車體重量   | 34.5 t            | 32.5 t           | 24.0 t          | 24.0 t          | 32.5 t           | 34.5 t            | 竣工時期  |
| 車廂編號   | 1301              | 1302             | 1303            | 1304            | 1305             | 1306              | 2011年4月 |
| 車廂編號   | 1307              | 1308             | 1309            | 1310            | 1311             | 1312              | 2011年4月 |
| 車廂編號   | 1313              | 1314             | 1315            | 1316            | 1317             | 1318              | 2012年3月 |

- 6节编组列车的M1u車及M1s車在浦賀方向分別安裝1支和2支受电弓[60][68]。

#### 12次車

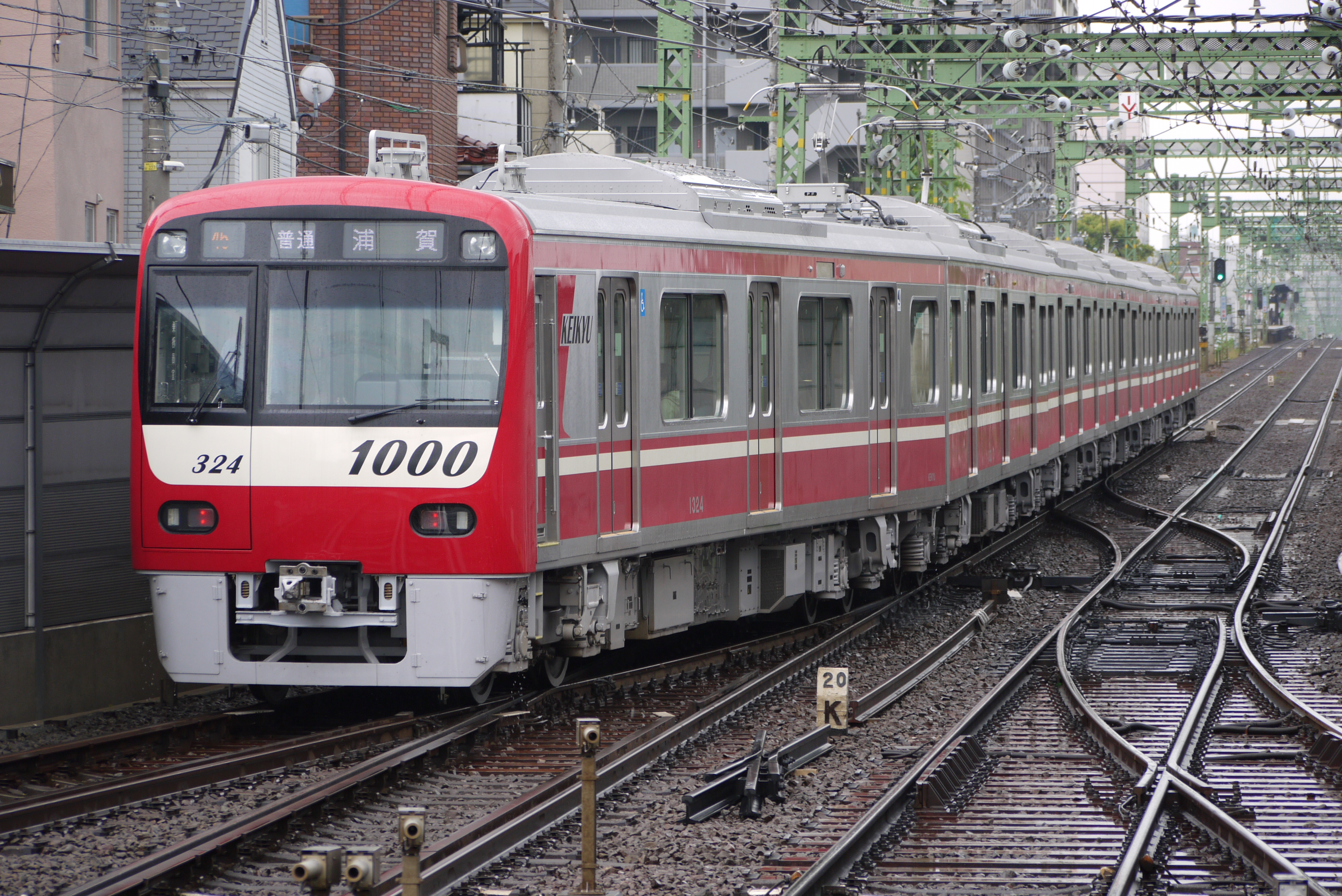
12次車的 1319 - 1324
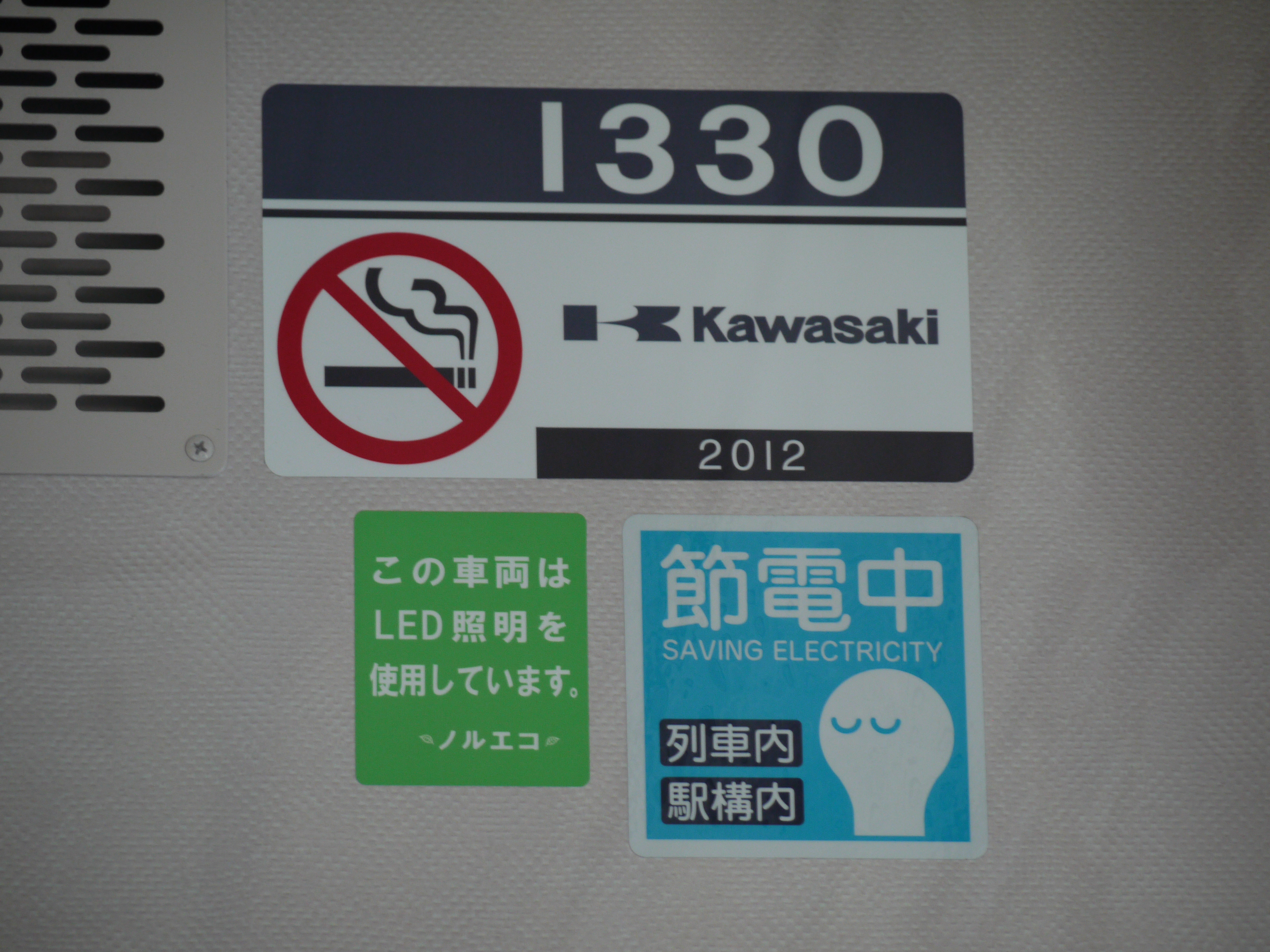
采用LED照明的车辆上的贴纸

12次车于2012年制造，包括1列8节编组列车和2列6节编组列车，采用LED提供车内照明。
12次车的1153编组是综合车辆制作所成立后最早交付给铁路运营商的车辆，于2012年4月6日进行了出场纪念剪彩仪式。
|            | ←浦賀方向         | ←浦賀方向        | ←浦賀方向       | ←浦賀方向        | ←浦賀方向        | ←浦賀方向       | ←浦賀方向        | ←浦賀方向         | 竣工時期  |
| 形式・車種 | デハ1000形 (M2uc) | デハ1000形 (M1u) | サハ1000形 (Tu) | デハ1000形 (M1u) | デハ1000形 (M2s) | サハ1000形 (Ts) | デハ1000形 (M1s) | デハ1000形 (M2sc) | 竣工時期  |
| 車廂編號   | 1153              | 1154             | 1155            | 1156             | 1157             | 1158            | 1159             | 1160              | 2012年4月 |

|            | ←浦賀方向         | ←浦賀方向        | ←浦賀方向       | ←浦賀方向       | ←浦賀方向        | ←浦賀方向         | 竣工時期  |
| 形式・車種 | デハ1000形 (M2uc) | デハ1000形 (M1u) | サハ1000形 (Tu) | サハ1000形 (Ts) | デハ1000形 (M1s) | デハ1000形 (M2sc) | 竣工時期  |
| 車廂編號   | 1319              | 1320             | 1321            | 1322            | 1323             | 1324              | 2012年4月 |
| 車廂編號   | 1325              | 1326             | 1327            | 1328            | 1329             | 1330              | 2012年4月 |

#### 13次車

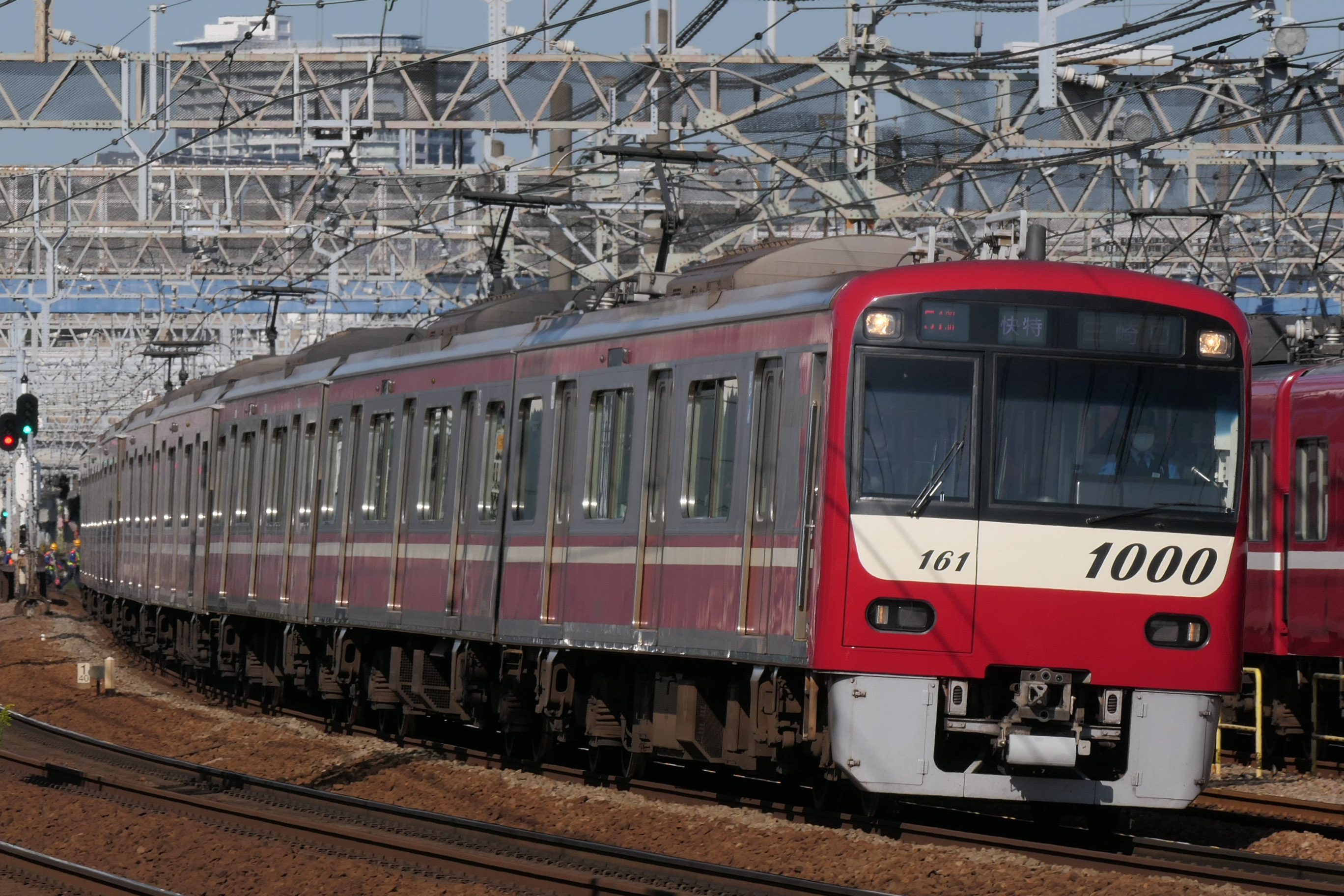
13次車的 1161 - 1168

13次车于2013~2014年制造，同样包括1列8节编组列车和2列6节编组列车。
13次车在车顶预留了列车无线天线的条件，并取消了车内座位间的隔板，车内门上显示屏由双屏改为单屏，同时10~12次车完成了车内门上显示器的单屏改造。
|            | ←浦賀方向         | ←浦賀方向        | ←浦賀方向       | ←浦賀方向        | ←浦賀方向        | ←浦賀方向       | ←浦賀方向        | ←浦賀方向         | 竣工時期  |
| 形式・車種 | デハ1000形 (M2uc) | デハ1000形 (M1u) | サハ1000形 (Tu) | デハ1000形 (M1u) | デハ1000形 (M2s) | サハ1000形 (Ts) | デハ1000形 (M1s) | デハ1000形 (M2sc) | 竣工時期  |
| 車廂編號   | 1161              | 1162             | 1163            | 1164             | 1165             | 1166            | 1167             | 1168              | 2013年8月 |

|            | ←浦賀方向         | ←浦賀方向        | ←浦賀方向       | ←浦賀方向       | ←浦賀方向        | ←浦賀方向         | 竣工時期  |
| 形式・車種 | デハ1000形 (M2uc) | デハ1000形 (M1u) | サハ1000形 (Tu) | サハ1000形 (Ts) | デハ1000形 (M1s) | デハ1000形 (M2sc) | 竣工時期  |
| 車輛編號   | 1331              | 1332             | 1333            | 1334            | 1335             | 1336              | 2014年1月 |
| 車輛編號   | 1337              | 1338             | 1339            | 1340            | 1341             | 1342              | 2014年3月 |

#### 14次車

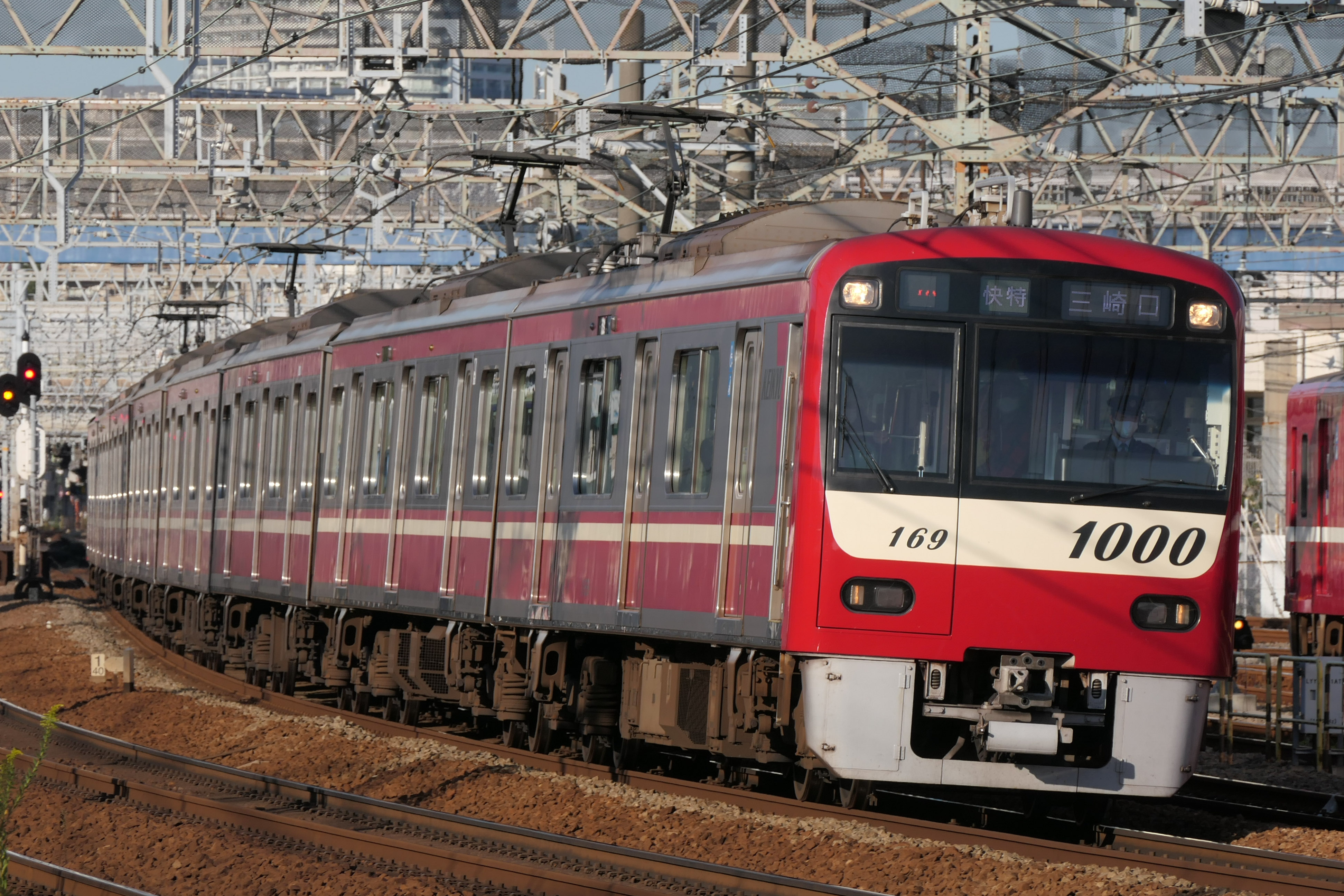
14次車的 1169 - 1176

2014年（平成26年）度制造，包括1列8节编组列车和3列6节编组列车。2014年6月之後竣工車輛的目的地指示燈從白色LED變為全彩LED。
|            | ←浦賀方向         | ←浦賀方向        | ←浦賀方向       | ←浦賀方向        | ←浦賀方向        | ←浦賀方向       | ←浦賀方向        | ←浦賀方向         | 竣工時期  |
| 形式・車種 | デハ1000形 (M2uc) | デハ1000形 (M1u) | サハ1000形 (Tu) | デハ1000形 (M1u) | デハ1000形 (M2s) | サハ1000形 (Ts) | デハ1000形 (M1s) | デハ1000形 (M2sc) | 竣工時期  |
| 車廂編號   | 1169              | 1170             | 1171            | 1172             | 1173             | 1174            | 1175             | 1176              | 2014年6月 |

|            | ←浦賀方向         | ←浦賀方向        | ←浦賀方向       | ←浦賀方向       | ←浦賀方向        | ←浦賀方向         | 竣工時期  |
| 形式・車種 | デハ1000形 (M2uc) | デハ1000形 (M1u) | サハ1000形 (Tu) | サハ1000形 (Ts) | デハ1000形 (M1s) | デハ1000形 (M2sc) | 竣工時期  |
| 車廂編號   | 1343              | 1344             | 1345            | 1346            | 1347             | 1348              | 2014年4月 |
| 車廂編號   | 1349              | 1350             | 1351            | 1352            | 1353             | 1354              | 2014年5月 |
| 車廂編號   | 1355              | 1356             | 1357            | 1358            | 1359             | 1360              | 2014年8月 |

#### 15次車

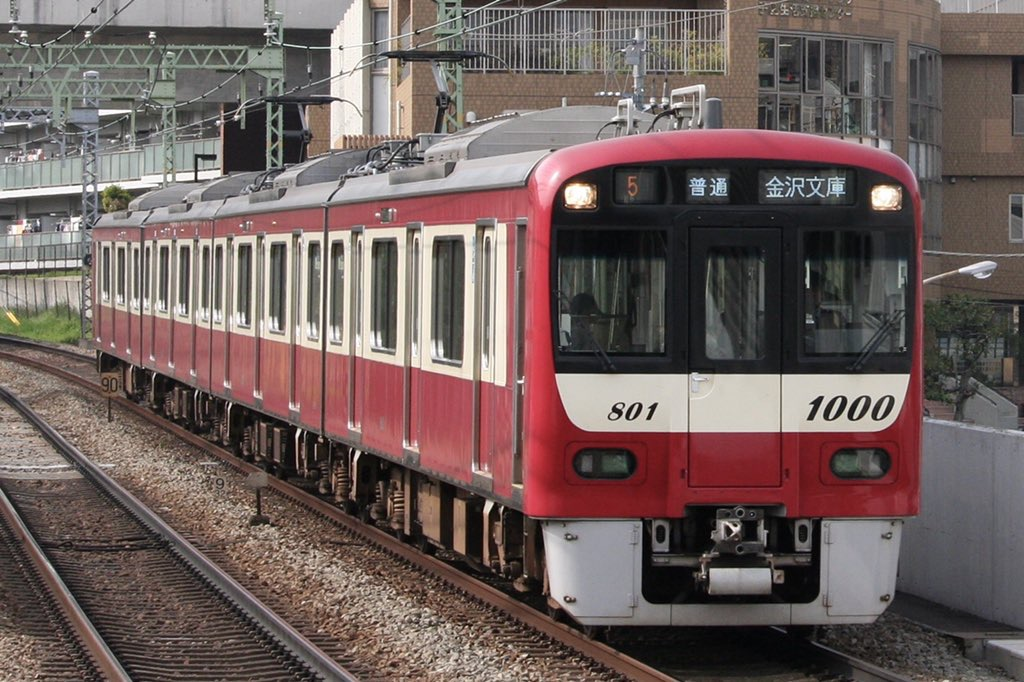
15次車的 1801-1804

15次車于2015年（平成27年）度制造，包括4节编组列车和6节编组列车各两列，其中的4节编组列车被划分为“1800番台”。
15次车同样在车顶预留了列车无线天线的条件，并将侧面显示器变更为类别目的地一体式。另外，本着京急“再现传统涂装”的需求，15次车曾考虑过进行车身喷漆，但最终仍然在列车侧面贴上了易于维护的红白两色薄膜。
15次车的4节编组列车将先头车前面的贯通门移设到车体中央，以便在浅草线直通用的8节编组列车不足时，将两列4节编组列车重连为8节编组运营，先头车的曲面结构也因此进行了相应调整。另外，15次车驾驶室的部分开关移设到壁面，以往嵌入驾驶台的监视器被独立出来，并向上移动，标识灯和尾灯亦由于驾驶台构造的变更而更改为从外侧安装，同时为了减少灯泡更换的频率而被LED化。
|            | ←浦賀方向         | ←浦賀方向        | ←浦賀方向        | ←浦賀方向         | 竣工時期  |
| 形式・車種 | デハ1000形 (M2uc) | デハ1000形 (M1u) | デハ1000形 (M1s) | デハ1000形 (M2sc) | 竣工時期  |
| 搭載機器   | SIV・CP・BT       | VVVF             | VVVF             | SIV・CP・BT       | 竣工時期  |
| 車體重量   | 35.0 t            | 33.0 t           | 33.0 t           | 35.0 t            | 竣工時期  |
| 車廂編號   | 1801              | 1802             | 1803             | 1804              | 2016年2月 |
| 車廂編號   | 1805              | 1806             | 1807             | 1808              | 2016年2月 |

|            | ←浦賀方向         | ←浦賀方向        | ←浦賀方向       | ←浦賀方向       | ←浦賀方向        | ←浦賀方向         | 竣工時期  |
| 形式・車種 | デハ1000形 (M2uc) | デハ1000形 (M1u) | サハ1000形 (Tu) | サハ1000形 (Ts) | デハ1000形 (M1s) | デハ1000形 (M2sc) | 竣工時期  |
| 搭載機器   | SIV・CP・BT       | VVVF             |                 |                 | VVVF             | SIV・CP・BT       | 竣工時期  |
| 車體重量   | 34.5 t            | 32.5 t           | 24.0 t          | 24.0 t          | 32.5 t           | 34.5 t            | 竣工時期  |
| 車廂編號   | 1361              | 1362             | 1363            | 1364            | 1365             | 1366              | 2015年4月 |

15次车的1367編組试验性采用東芝製永磁同步直驱牵引系统，包括 SVF102-G0 型 IGBT-VVVF 逆变器及 SEA-548 型永磁同步牵引电机（每小時額定功率 190 kW）。
|            | ←浦賀方向         | ←浦賀方向        | ←浦賀方向       | ←浦賀方向       | ←浦賀方向        | ←浦賀方向         | 竣工時期   |
| 形式・車種 | デハ1000形 (M2uc) | デハ1000形 (M1u) | サハ1000形 (Tu) | サハ1000形 (Ts) | デハ1000形 (M1s) | デハ1000形 (M2sc) | 竣工時期   |
| 搭載機器   | SIV・CP・BT       | VVVF             |                 |                 | VVVF             | SIV・CP・BT       | 竣工時期   |
| 車體重量   | 34.5 t            | 33.0 t           | 24.0 t          | 24.0 t          | 33.0 t           | 34.5 t            | 竣工時期   |
| 車廂編號   | 1367              | 1368             | 1369            | 1370            | 1371             | 1372              | 2015年12月 |

#### 16次車
16次车于2016~2017年制造，包括2016年9月竣工的、与15次车式样相同的一列4节编组列车，2016年11月竣工的、因为与15次车相比微调设计而被划分为“1600番台”的两列6节编组列车，以及2017年2月投入运营的两列8节编组列车。16次车的改良设计包括：
- 和15次车的4节编组列车一样，将驾驶台的遮阳装置从塑料面板变更为遮光帘[76]。
- 车顶的列车无线天线装置增加为两个，车外增设广播扬声器[76]。
- 增大长座椅的侧面隔板，以便保持车厢内的空气流通[89][91]。
- 将贯通道附近的座椅变更为带辅助椅子的对向式短座椅，并在附近设置插座[89]。

16~19次车的8节编组列车采用三菱电机制 MAP-198-15V295 型 SIC-MOSFET VVVF 逆变器，電動機改為三菱电机制 MB-5171-A（每小時額定功率 190 kW）。值得一提的是，都營地下鐵曾暫時禁止使用 SiC-VVVF 的列車（包括已翻新的1001編組）進入淺草線，因此16~19次車投入服務当時暫时未能使用於浅草线直通班次，但隨着都營地下鐵購入同樣採用 SiC-VVVF 的5500型列车用以取代5300型列车，16~20次車自2020年5月15日起亦獲允許進入淺草線。
|            | ←浦賀方向         | ←浦賀方向        | ←浦賀方向        | ←浦賀方向         | 竣工時期  |
| 形式・車種 | デハ1000形 (M2uc) | デハ1000形 (M1u) | デハ1000形 (M1s) | デハ1000形 (M2sc) | 竣工時期  |
| 車廂編號   | 1809              | 1810             | 1811             | 1812              | 2016年9月 |

|            | ←浦賀方向         | ←浦賀方向        | ←浦賀方向       | ←浦賀方向       | ←浦賀方向        | ←浦賀方向         | 竣工時期   |
| 形式・車種 | デハ1000形 (M2uc) | デハ1000形 (M1u) | サハ1000形 (Tu) | サハ1000形 (Ts) | デハ1000形 (M1s) | デハ1000形 (M2sc) | 竣工時期   |
| 車廂編號   | 1601              | 1602             | 1603            | 1604            | 1605             | 1606              | 2016年10月 |
| 車廂編號   | 1607              | 1608             | 1609            | 1610            | 1611             | 1612              | 2016年11月 |

- 為了提高再生制動的性能，6节编组列车的M1u車於品川方向安裝一支受电弓[76]。

|            | ←浦賀方向         | ←浦賀方向        | ←浦賀方向       | ←浦賀方向        | ←浦賀方向        | ←浦賀方向       | ←浦賀方向        | ←浦賀方向         | 竣工時期   |
| 形式・車種 | デハ1000形 (M2uc) | デハ1000形 (M1u) | サハ1000形 (Tu) | デハ1000形 (M1u) | デハ1000形 (M2s) | サハ1000形 (Ts) | デハ1000形 (M1s) | デハ1000形 (M2sc) | 竣工時期   |
| 車廂編號   | 1177              | 1178             | 1179            | 1180             | 1181             | 1182            | 1183             | 1184              | 2016年12月 |
| 車廂編號   | 1185              | 1186             | 1187            | 1188             | 1189             | 1190            | 1191             | 1192              | 2017年2月  |

#### 17次車

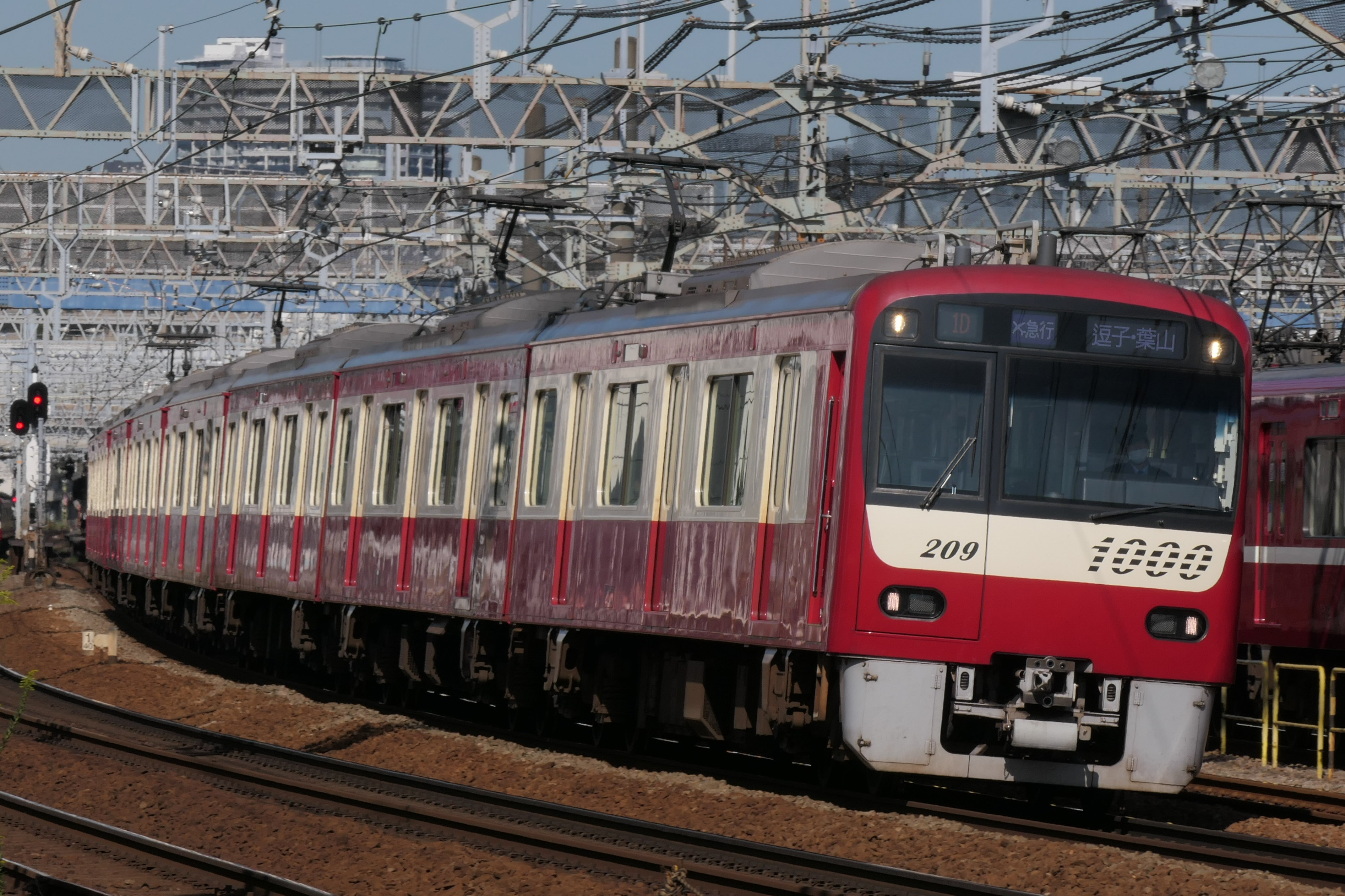
17次車的 1209 - 1216

17次車于2017年投入运营，包括2列6节编组列车和3列8节编组列车，其中的8节编组列车在京急创业120周年之际被划分为“1200番台”。
17次車的车身和内部装饰的规格均参照16次车的设计，但是车身为了引出“京急特色”而采用全喷漆涂装，此为京急自5次车以来时隔11年3个月再次使用全喷漆涂装，亦为关东大手私铁中首次在不锈钢车体车辆上使用全喷漆涂装，以及自南海1000系以来第二次有大手私铁采用全喷漆涂装。
另外，17次車的车内门上LCD显示器与10次车的相比，变更为两个画面在一块显示器内分区显示。
|            | ←浦賀方向         | ←浦賀方向        | ←浦賀方向       | ←浦賀方向       | ←浦賀方向        | ←浦賀方向         | 竣工時期   |
| 形式・車種 | デハ1000形 (M2uc) | デハ1000形 (M1u) | サハ1000形 (Tu) | サハ1000形 (Ts) | デハ1000形 (M1s) | デハ1000形 (M2sc) | 竣工時期   |
| 車廂編號   | 1613              | 1614             | 1615            | 1616            | 1617             | 1618              | 2017年12月 |
| 車廂編號   | 1619              | 1620             | 1621            | 1622            | 1623             | 1624              | 2018年1月  |

|            | ←浦賀方向         |                  |                 |                  |                  |                 |                  |                   |
| 形式・車種 | デハ1000形 (M2uc) | デハ1000形 (M1u) | サハ1000形 (Tu) | デハ1000形 (M1u) | デハ1000形 (M2s) | サハ1000形 (Ts) | デハ1000形 (M1s) | デハ1000形 (M2sc) |
| 車廂編號   | 1201              | 1202             | 1203            | 1204             | 1205             | 1206            | 1207             | 1208              |
| 車廂編號   | 1209              | 1210             | 1211            | 1212             | 1213             | 1214            | 1215             | 1216              |
| 車廂編號   | 1217              | 1218             | 1219            | 1220             | 1221             | 1222            | 1223             | 1224              |

#### 18次車

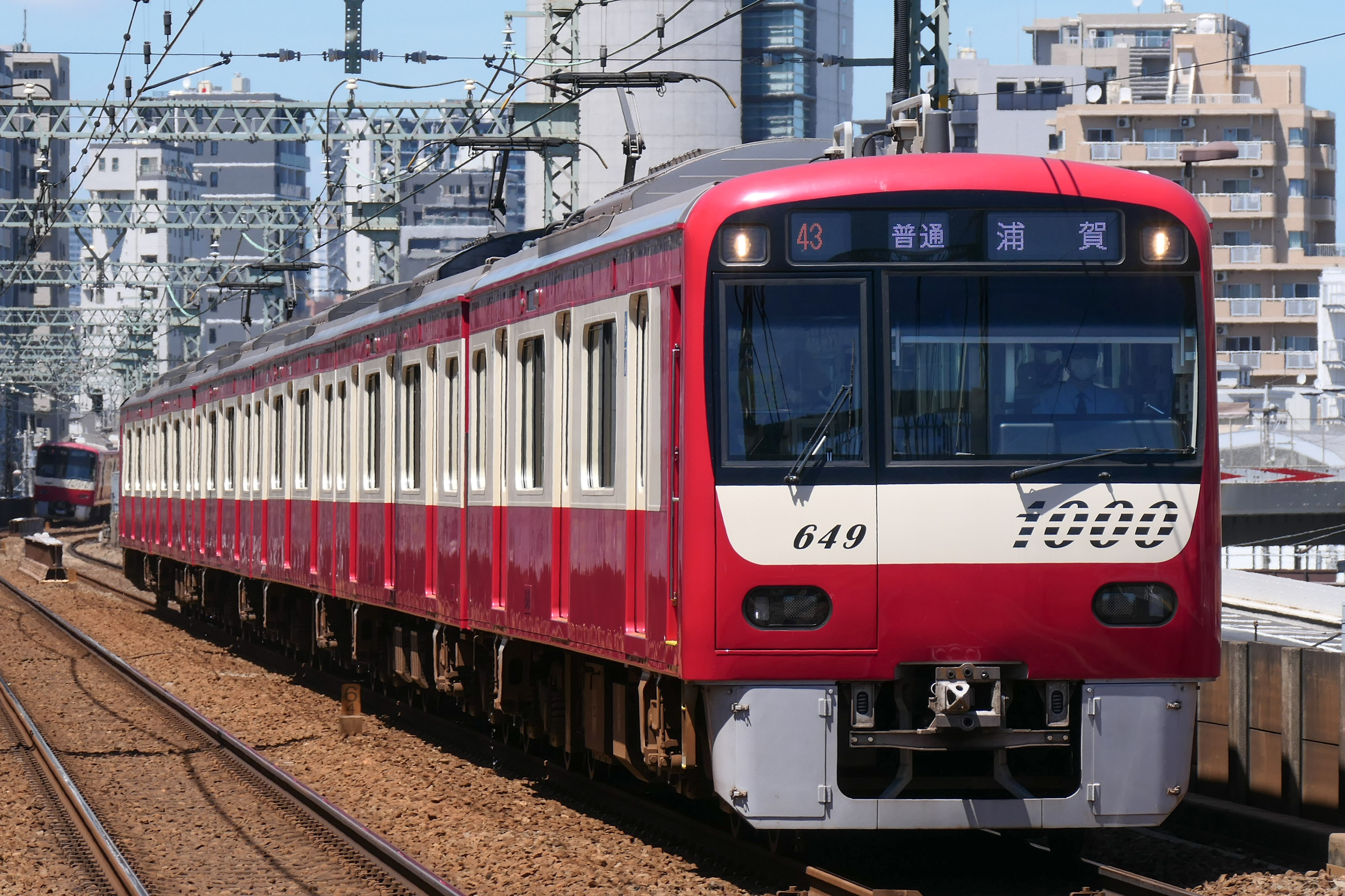
18次車的 1649 - 1654

京急在2018年5月9日表示，将制造7列6节编组列车，是为18次车。
|            | ←浦賀方向         |                  |                 |                 |                  |                   |
| 形式・車種 | デハ1000形 (M2uc) | デハ1000形 (M1u) | サハ1000形 (Tu) | サハ1000形 (Ts) | デハ1000形 (M1s) | デハ1000形 (M2sc) |
| 車廂編號   | 1625              | 1626             | 1627            | 1628            | 1629             | 1630              |
| 車廂編號   | 1631              | 1632             | 1633            | 1634            | 1635             | 1636              |
| 車廂編號   | 1637              | 1638             | 1639            | 1640            | 1641             | 1642              |
| 車廂編號   | 1643              | 1644             | 1645            | 1646            | 1647             | 1648              |
| 車廂編號   | 1649              | 1650             | 1651            | 1652            | 1653             | 1654              |
| 車廂編號   | 1655              | 1656             | 1657            | 1658            | 1659             | 1660              |
| 車廂編號   | 1661              | 1662             | 1663            | 1664            | 1665             | 1666              |

#### 19次車

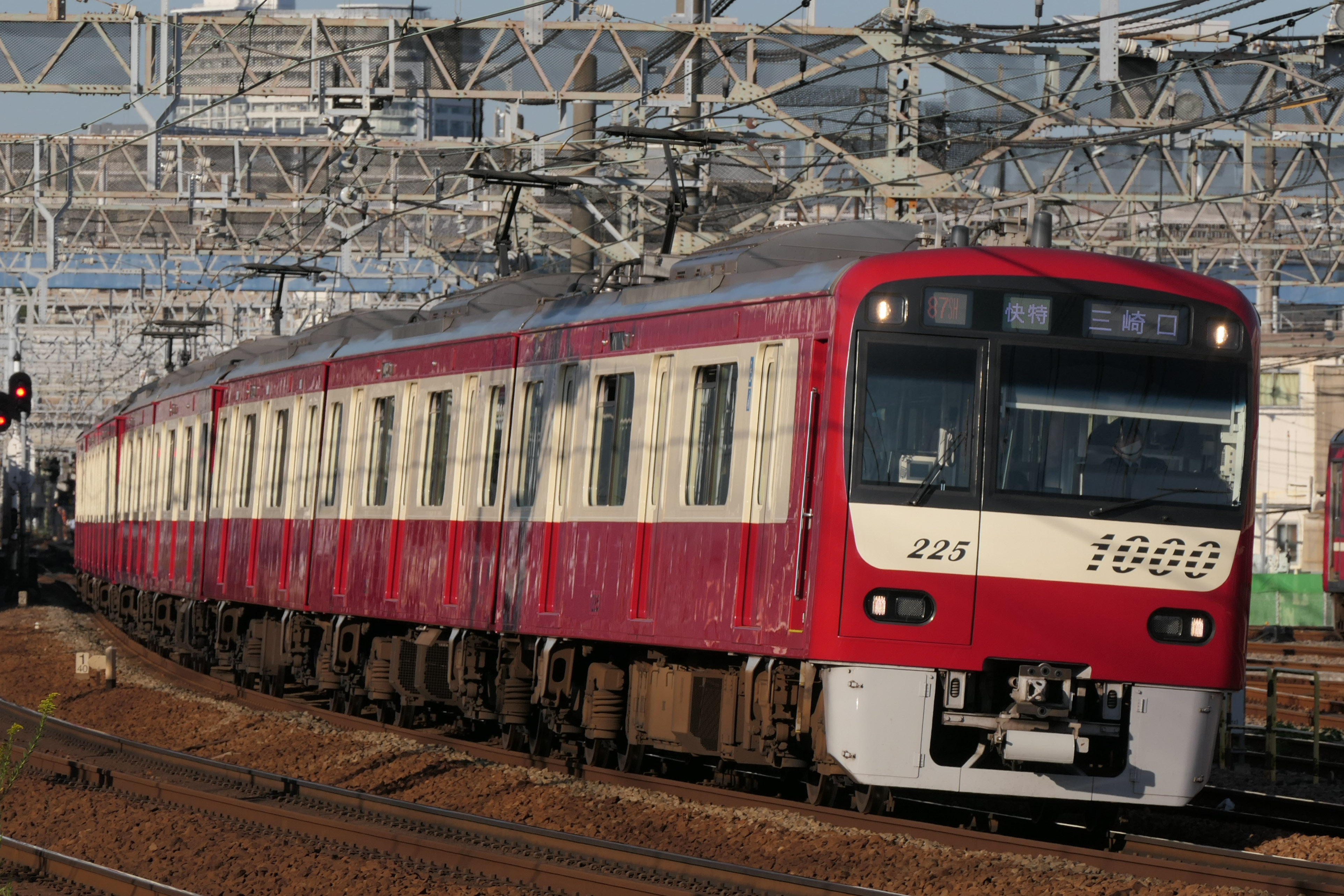
19次車的 1225 - 1232

19次车于2019年制造，包括6节编组列车和8节编组列车各一列。
|            | ←浦賀方向         | ←浦賀方向        | ←浦賀方向       | ←浦賀方向       | ←浦賀方向        | ←浦賀方向         | 竣工時期  |
| 形式・車種 | デハ1000形 (M2uc) | デハ1000形 (M1u) | サハ1000形 (Tu) | サハ1000形 (Ts) | デハ1000形 (M1s) | デハ1000形 (M2sc) | 竣工時期  |
| 車廂編號   | 1667              | 1668             | 1669            | 1670            | 1671             | 1672              | 2019年6月 |

|            | ←浦賀方向         |                  |                 |                  |                  |                 |                  |                   |
| 形式・車種 | デハ1000形 (M2uc) | デハ1000形 (M1u) | サハ1000形 (Tu) | デハ1000形 (M1u) | デハ1000形 (M2s) | サハ1000形 (Ts) | デハ1000形 (M1s) | デハ1000形 (M2sc) |
| 車廂編號   | 1225              | 1226             | 1227            | 1228             | 1229             | 1230            | 1231             | 1232              |

#### 20次車「Le Ciel」

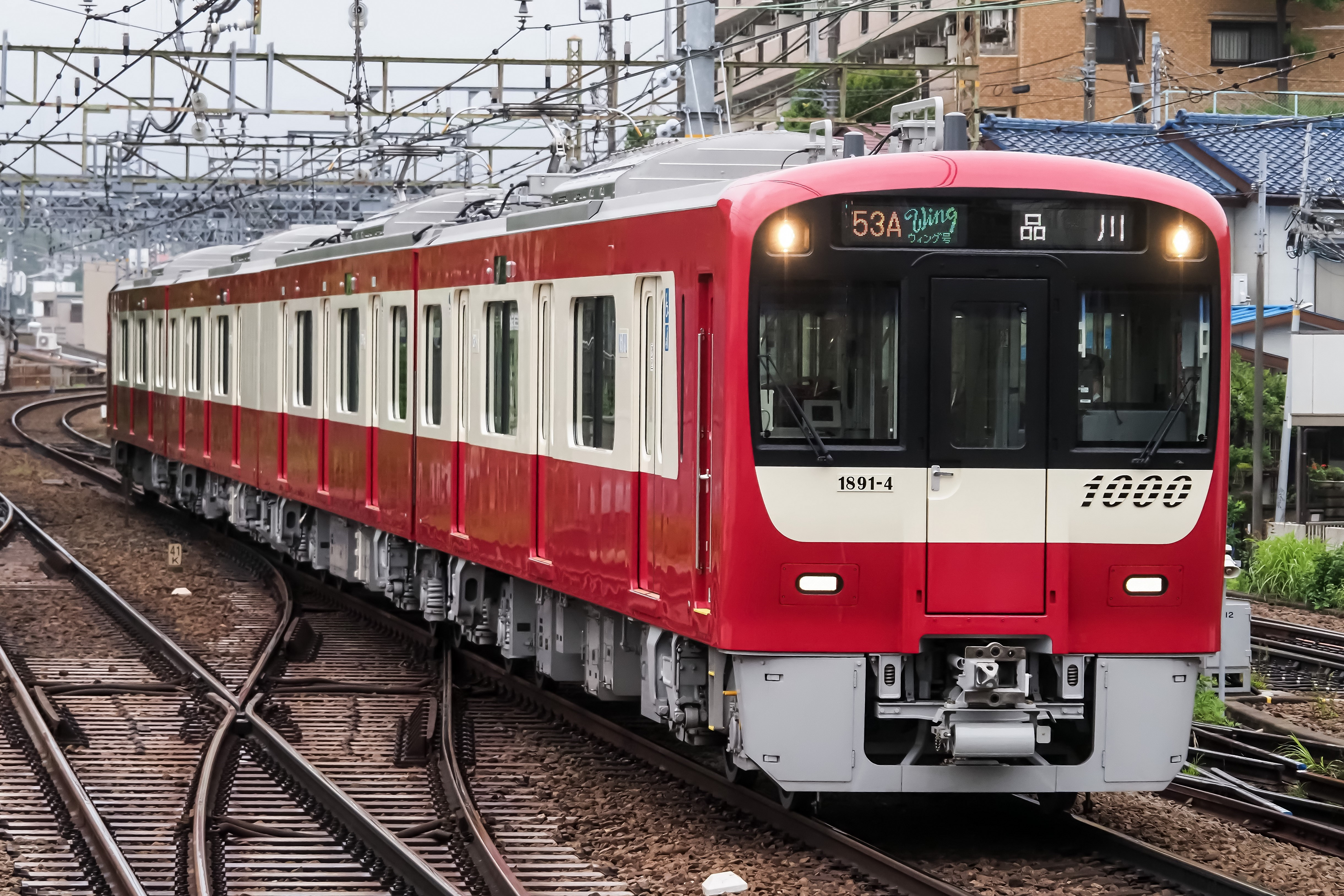
20次車「Le Ciel」的 1891 编组

20次车为2列4节编组列车，于2020年投入京急线内运营，与之前的新1000型相比更改了车厢编号的方式。
20次车是在新型冠状病毒流行的背景下开发的，因此座椅表面经过了抗菌和抗病毒处理。另外，20次车亦为京急首款设置车内厕所的列车，每列车在Tpsv2车厢附近设置无障碍西式厕所，在Tuv2车厢两端设置男性用小便器。
20次车于2021年12月24日确定爱称为法语中表示“空”的「Le Ciel」，其包含了对曾经在京急本线运行的周末特快列车“拉梅尔号”的赞美。
|            | ←浦賀方向         |                   |                    |                   |
| 形式・車種 | デハ1000形 (Muc2) | サハ1000形 (Tuv2) | サハ1000形 (Tpsv2) | デハ1000形 (Msc2) |
| 搭載機器   | BT                | VVVF・CP          | VVVF・SIV          | BT                |
| 車體重量   | 34.5 t            | 30.5 t            | 33.0 t             | 34.5 t            |
| 車廂編號   | 1891-1            | 1891-2            | 1891-3             | 1891-4            |
| 車廂編號   | 1892-1            | 1892-2            | 1892-3             | 1892-4            |

走行机器方面，20次车与19次车相比，轉用東洋電機制造製 RG6048-A-M 型混合 SiC-VVVF 逆变器，電動機改為東洋電機制造製 TDK-6164-A（每小時額定功率 190 kW）。

20次車「Le Ciel」
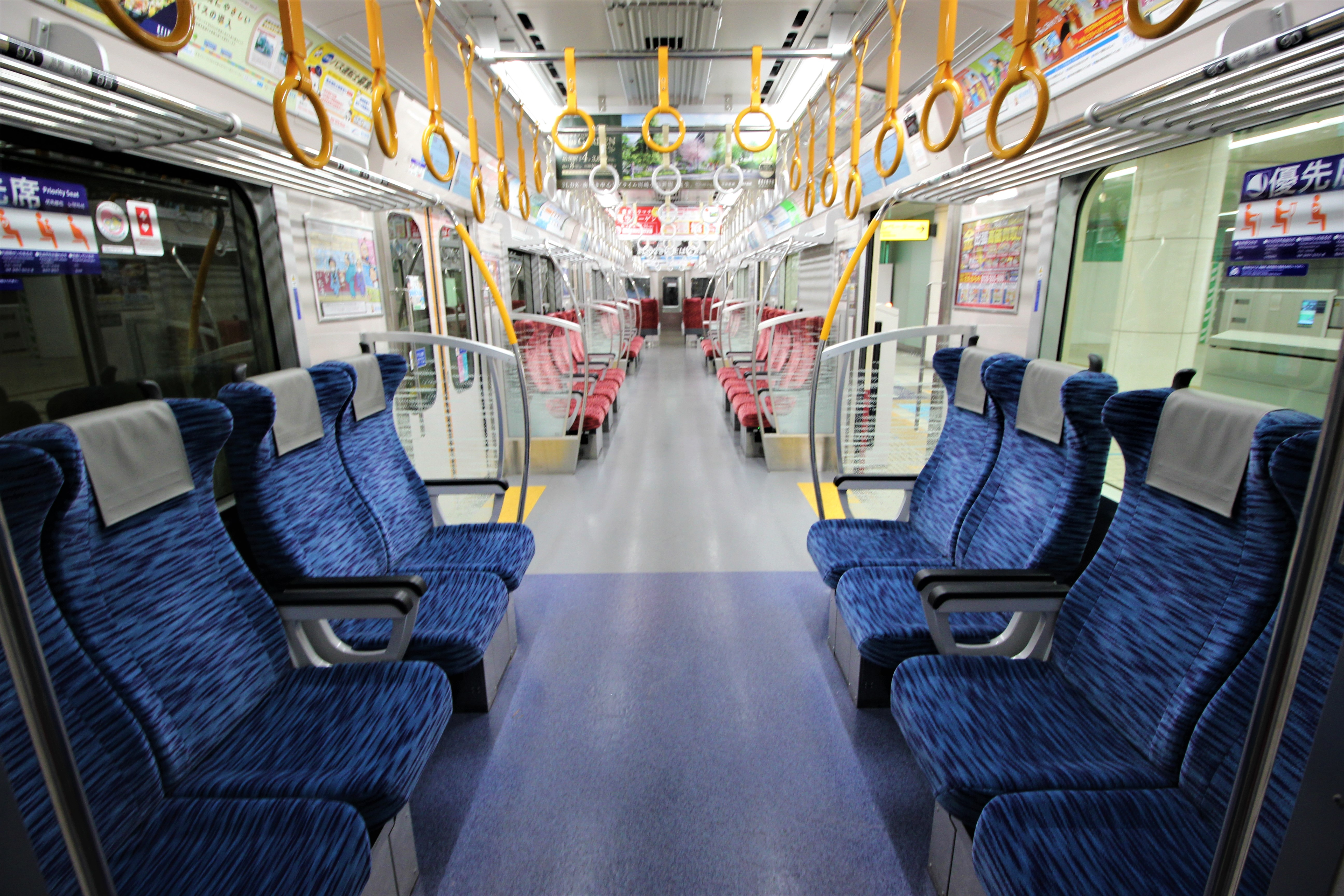
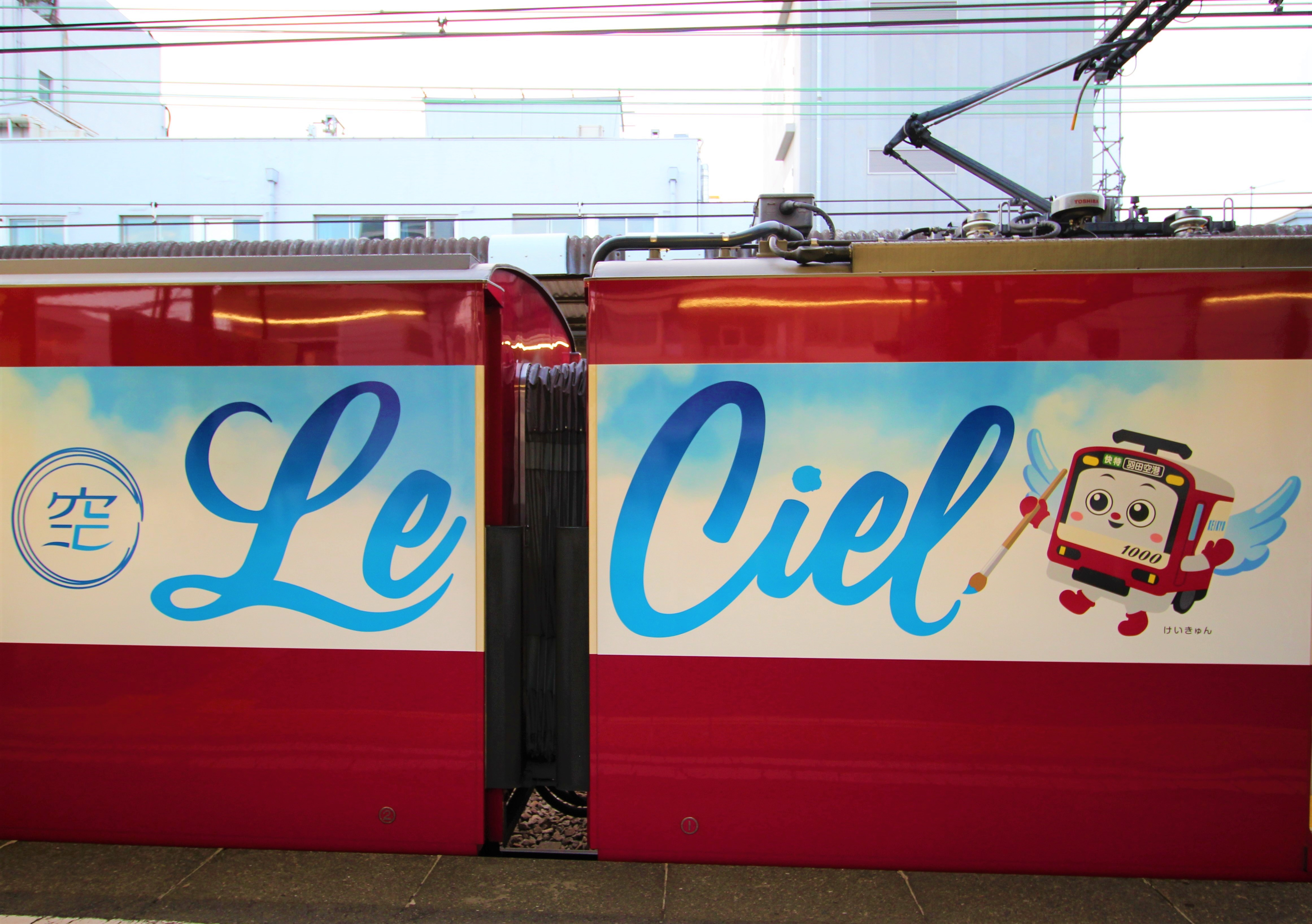

## 改造

### 1401编组試驗改造
2003年，1401编组开始进行各種測試，包括但不限于車頭及車側的目的地顯示器以白色文字呈現、車種顯示器更换为全彩LED、牵引逆变器更換为 G1450 D1130/480 M5-1 型 IGBT-VVVF 逆变器等。
2006年，1401编组還原原有設計，并和1405、1409編組一起，在2011年将牵引逆变器更換为東芝製 SVF093-A0 型 IGBT-VVVF 逆变器。

### 车头方向幕更换
1次车登场当时的车头方向幕为黑底白字，后更换为白底黑字，所有的车头方向幕均在2009~2014年间更换为LED显示屏。

### 更新工程
1次车的车体和机器更新工程于2017年开始，最早进行车体更新的1001编组于同年9月18日重新投入运营。更新工程具体包括：
- 更换新的室内装饰板、天花板、地板、客用门和连接面贯通门，车厢内部采用直管型LED照明，座位周围的握杆改为采用曲线结构。
- 在先头车的轮椅空间部墙面内存放逃生梯和灭火器。
- 将固定式侧窗中靠近各连接面的窗更换为一级下降窗，将前头车乘务员室后门间的窗更换为可开闭二级窗，同时拆除车顶的排气扇和车下的排气扇用逆变器。
- 将驾驶台的遮阳装置从塑料面板变更为遮光帘，驾驶台的仪表灯和显示灯更换为LED灯。并在浦贺方向先头车的乘务员室增设空调装置操作器。
- 车门上方增设门开闭指示灯（附带京急线内各站的开门方向指示功能），并将LED走字屏更换为全彩色LED显示屏。
- 侧面方向幕更换为全彩色LED显示屏，前照灯、车侧灯、尾灯和急行灯均改为LED灯。
- 1001编组的牵引逆变器更换为三菱电机制 MAP-194-15V296 型 SIC-MOSFET VVVF 逆变器（但后续完成改造的1009和1017编组的则更换为东洋电机制造制 RG6008-B-M 型 IGBT-VVVF 逆变器）。
- 更换蓄电池、辅助电源、制动系统、广播系统、信号系统的零部件，空调装置亦更换为三菱重工製 CU71H-G3 型。
- 车头贴有京急的吉祥物「けいきゅん」的贴纸[110]。

## 運用

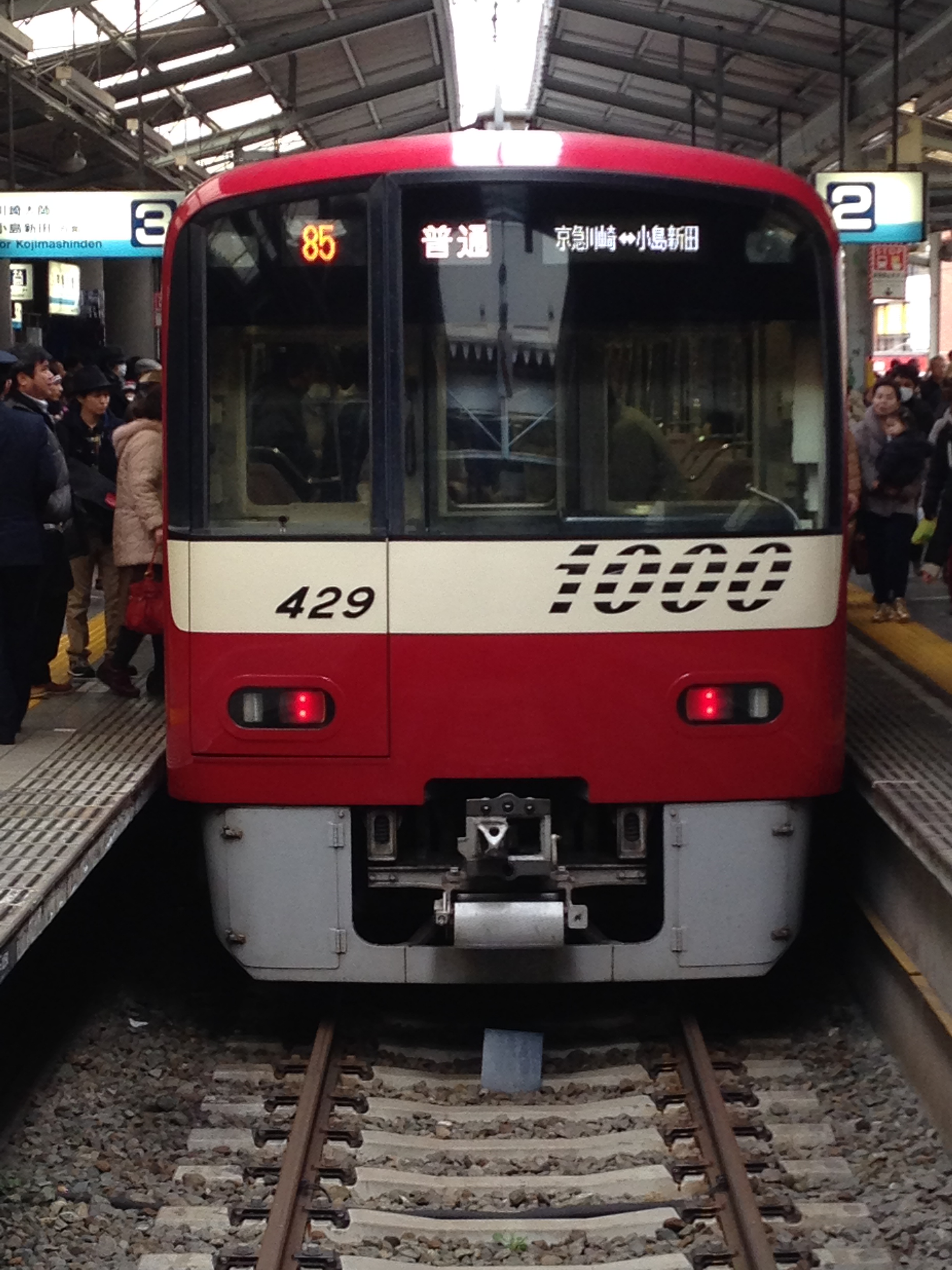
在大師線运营的1429编组

- 8編組列车主要用作優等列車使用[26]，並和都營淺草線、京成線、北總線作直通運轉，10~20次车可進入京成成田机场線[55][61][注释 3]。
- 6編組列车主要用作普通列車使用[61]，與1500型、2000型及800型共用，也可用于逗子线系统的机场快车[114]。
- 4編組列车可用作普通列車、優等列車的增結車[26]，与2100型、600型、1500型連結[115]，亦可单独运行于京急大师线[116]；在用作機場特急時，可將兩列4节編組列車併結當作8节编组列車使用[55]。

## 特別塗装・彩繪列車

### 羽田機場第2航站樓開幕紀念
2列2次車8輛編組在2004年（平成16年）12月1日羽田機場第2航站樓開幕時，採用天藍色塗裝作為彩繪列車，並行駛至2005年（平成17年）3月止。

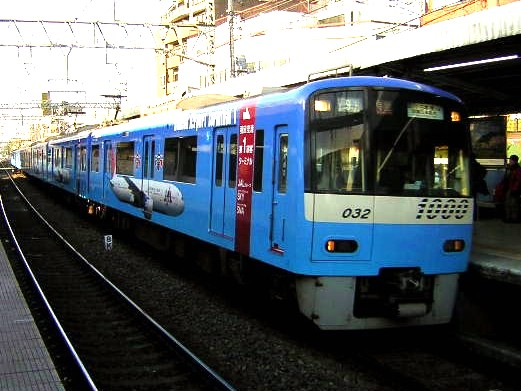
第2航站樓開幕紀念編組
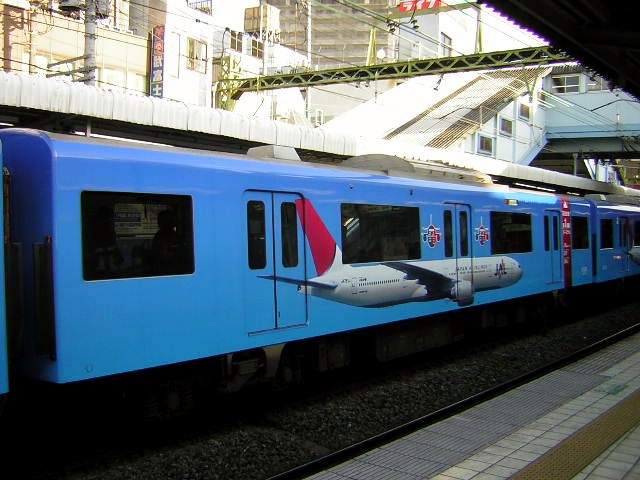
绘有日本航空飛機的彩繪列車
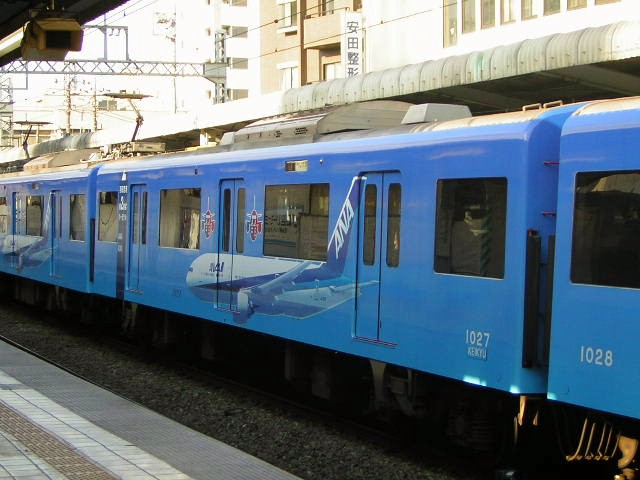
绘有ANA飛機的彩繪列車

### 京急黄色快乐列车
1057编组从2014年（平成26年）5月1日起改为以京急的电动货车涂装为印象的黄色涂装，作为“京急黄色快乐列车（KEIKYU YELLOW HAPPY TRAIN）”开始运行。由于该列车的黄色涂装与西武铁道的部分列车类似，西武9000系的9103编组亦改为红色涂装，作为“幸运的红色电车（RED LUCKY TRAIN）”开始运行。
当初 KEIKYU YELLOW HAPPY TRAIN 预定运行3年，由于受到好评，2017年（平成29年）5月以后京急决定继续运行该列车，但车门由银色变更为黄色。

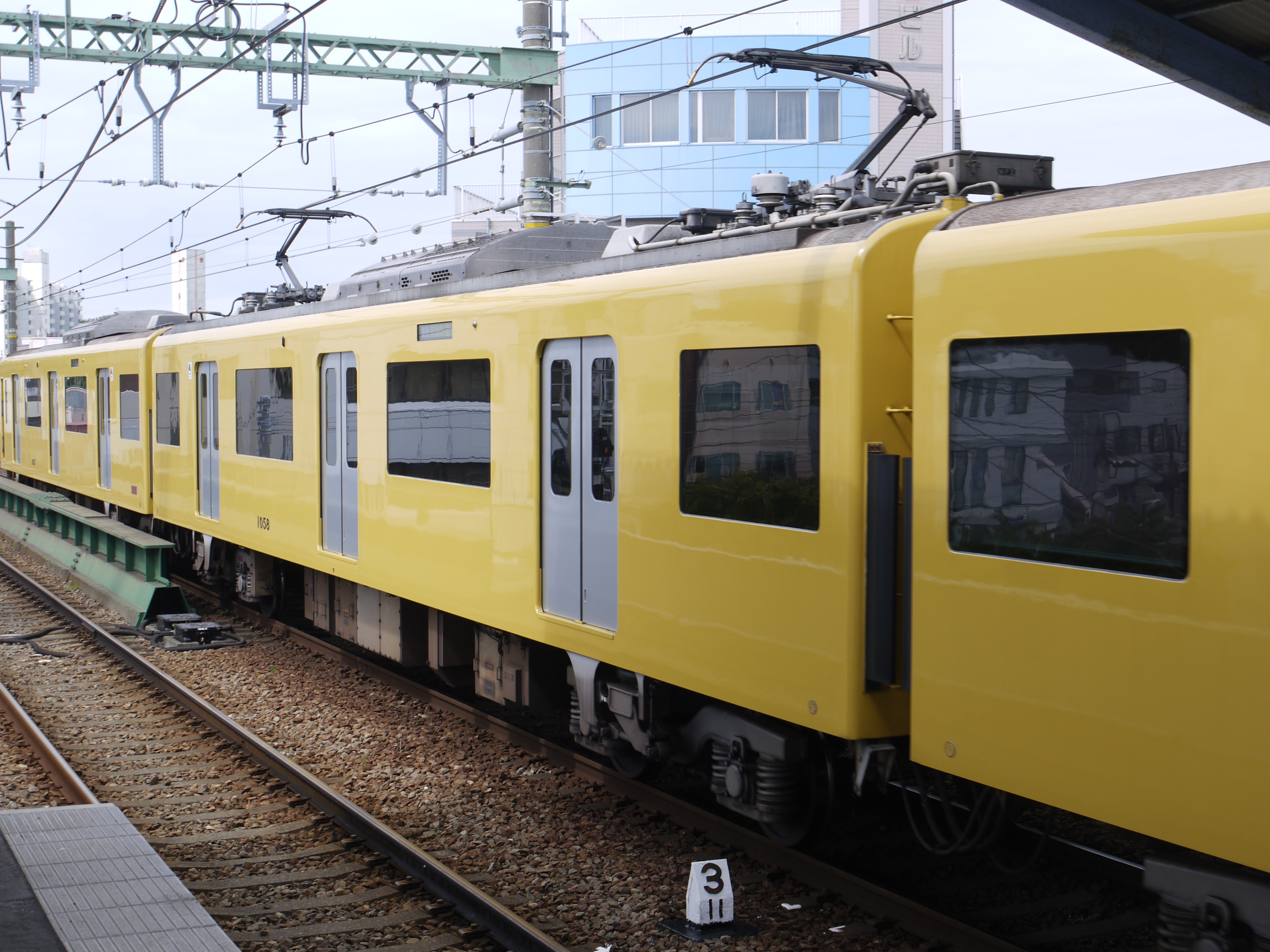
KEIKYU YELLOW HAPPY TRAIN 的黄色车身与银色车门

### 1017编组的编号变更
2017年（平成29年）1月，1017编组在車頭逃生門上「017」的車廂編號前增加数字「2」，形成「2017」這個數字。

## 事故報廢
2019年9月5日上午，在橫濱市新町站附近，一列由青砥站開往三崎口站的列車（1137-1138-1139-1140-1141-1142-1143-1144）与卡在平交道上的卡車相撞，列車先頭車脫軌傾斜并起火，此事故造成卡車司機当场死亡，列車上逾30名乘客受傷，京急線川崎站與上大岡站之間北上南下列車亦暂时中断；事故列車後因損毀嚴重而不獲修復，提早退役。
受此影響，MORNING WING1號延後一個月上线營運。